# 東京大学の建造物
本稿では東京大学の建造物（とうきょうだいがくのけんぞうぶつ）について解説する。

## 概説
日本で初めて設立された当時としては近代的な大学である東京大学において、明治以降の日本における教育史を象徴する数多くの建造物が関東大震災や東京大空襲などによる被害から免れ、残存している。そのため、重要文化財や登録有形文化財となっている建築物も多い。さらに指定までは受けていないものの建築関係者に評価の高い建物などもある。本記事では、重要文化財や登録有形文化財となっている建築物を中心に東京大学のキャンパス内に現存している、もしくはしていた建造物に関して歴史的意義などを踏まえながら解説を行う。

## 本郷地区キャンパスの建造物

### 本郷キャンパス

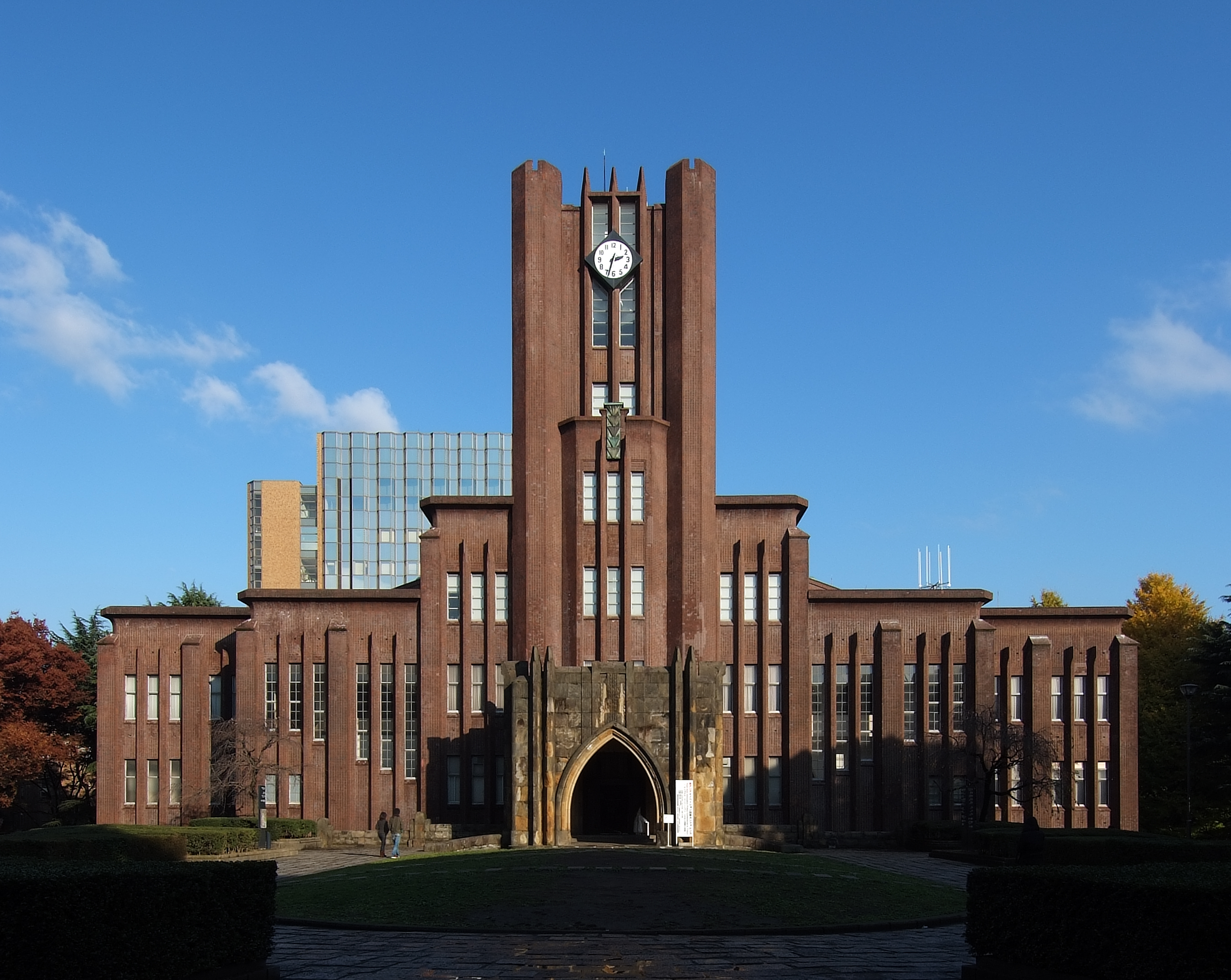
安田講堂（後ろの建物は理学部1号館）

本郷キャンパスには歴史のある建物が多く、東京都の登録有形文化財第1号である安田講堂をはじめ、正門（横にある門衛所も含む）、法文1号館、法文2号館、法学部3号館、工学部列品館、工学部1号館が登録有形文化財に登録されている。これらの建物のうち、正門以外は内田祥三の設計による建築である。これらは共通する特徴をもったゴシック様式の建物であるため、設計者の名前を取って内田ゴシックと呼ばれている。内田ゴシックは他にも医学部2号館（本館）など同キャンパス内に数多く存在する。

#### 門
- 正門

キャンパス西部にあり、本郷通りに面している。横にある門衛所も合わせて登録有形文化財に登録されている。1912年完成。設計は伊東忠太。
- 赤門（あかもん）

キャンパス南西部にあり、本郷通りに面している。同キャンパスの正門とよく間違われるが、正門ではない。
旧加賀藩主前田家上屋敷の御守殿門であり、1827年に第12代藩主前田斉泰が第11代将軍徳川家斉の第21女、溶姫を迎える際に造られた。建築様式としては薬医門であり、切妻造の本瓦葺となっている。左右に唐破風造の番所を置いている。国の重要文化財、旧国宝。
転じて東京大学の俗称となっている（東京大学#赤門を参照）。
2020年に両脇の番所の耐震基礎診断を行ったところ一部の耐震性能が低いことがわかり、赤門の耐震性能も低いおそれがあるため、2021年2月12日から閉鎖されており耐震診断が実施される。
- 池之端門（いけのはたもん）

キャンパス東部にあり、不忍通りに出る。横山大観記念館や旧岩崎邸庭園に近い。
- 龍岡門（たつおかもん）

キャンパス南部にある門。1933年完成。設計は内田祥三。名称は門周辺の旧地名「龍岡町」（現・湯島四丁目）に由来する。近くに「鉄門」と呼ばれる門があったため、龍岡門の通称が鉄門であると混同している人が多い（龍岡門周辺に多くの施設をもつ医学部の通称が「鉄門」であることも影響している）。
かつては門扉が付いていたが、門柱間を広げる工事を行う際に撤去され、現在は門柱のみとなっている。龍岡門は常時開放されており、一般車両も入構できる。付近には医学部・薬学部の施設の他、大学本部（本部棟・第二本部棟）がある。医学部附属病院も近く、同病院に車で来院するときは龍岡門から入場することになる。
- 鉄門（てつもん）

龍岡門よりも東の医学部附属病院中央診療棟南側に、1879年から1918年まで存在していた門。1918年に鉄門の外側の民有地を大学が購入し、大学の敷地を門で区切っておく必要がなくなったため、撤去された。現在ある鉄門は、2006年5月31日に同位置に再建されたものである。なお、現在の正門が設置されるまでは、鉄門が本郷キャンパスの正門とされていた。
かつて医学部本部棟がこの付近にあったため、「鉄門」は東京大学医学部、あるいは東京大学医学部医学科卒業者の代名詞となっている（東京大学#同窓会組織の鉄門倶楽部の解説を参照）。現在では、医学部教育研究棟内に「鉄門記念講堂」も存在する。
- 春日門

キャンパス南部にあり、春日通りに面している。2007年に既存の通用門を改修して設置された。
- 西片門

2007年完成。キャンパス西北部にあり、赤門や正門と同じく本郷通りに面している。工学部5号館の裏に位置している小さな門であり、歩行者専用となっている。東大前駅から工学部地区へ行く場合、以前は正門または弥生門を経由する必要があり、遠回りを強いられていたが、この門が設置されたことにより便利となった。なお、門の名称は周辺の地名に由来する。
- 懐徳門

2007年完成。大江戸線出入口そばに設置された。周囲には総合研究博物館、理学部2号館などがある。旧懐徳館洋館の煉瓦造の遺構が利用されている。
- 正門
- 赤門
- 龍岡門と本部棟（中央）
- 鉄門

#### 本部・共同利用施設

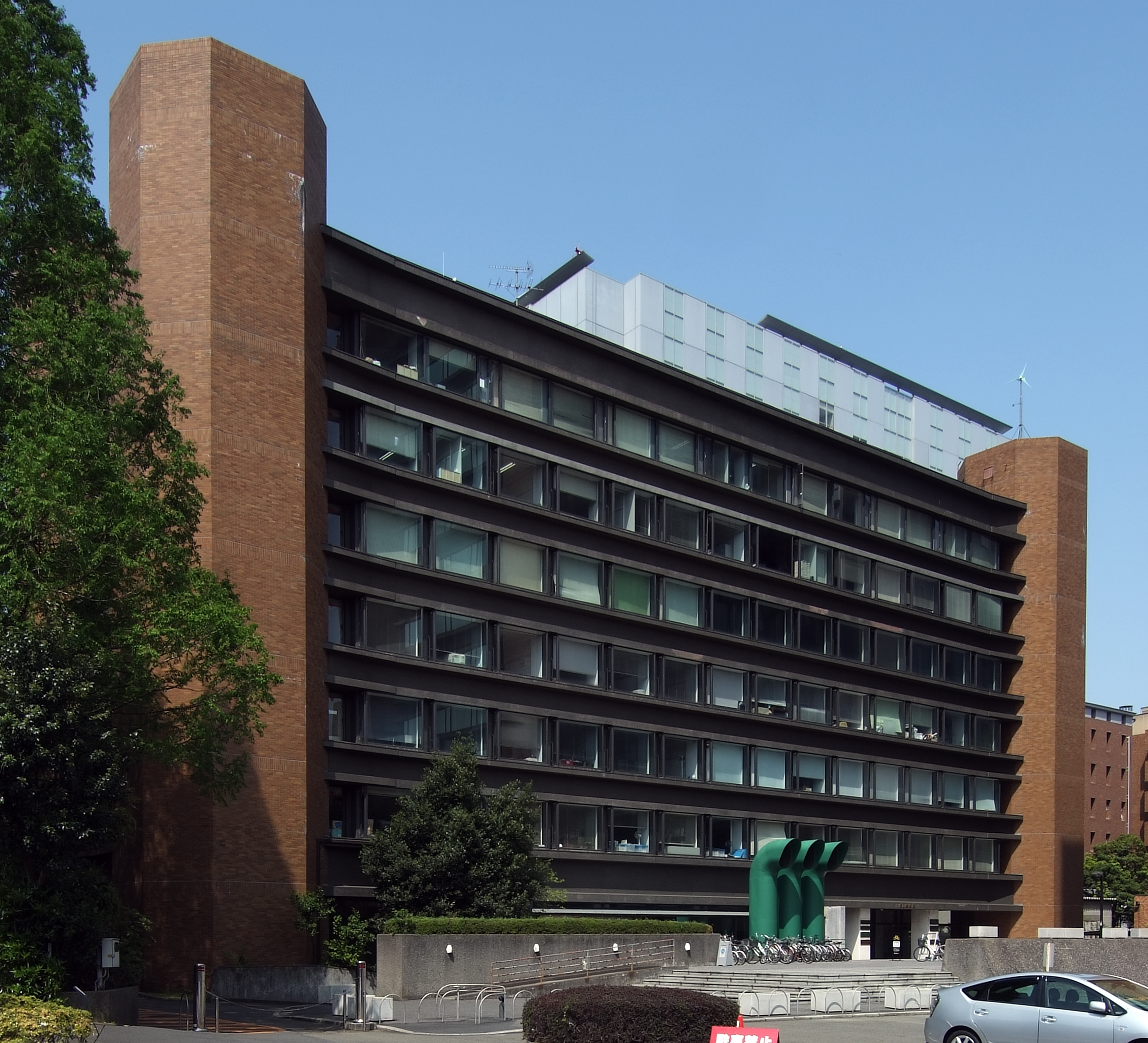
第二本部棟

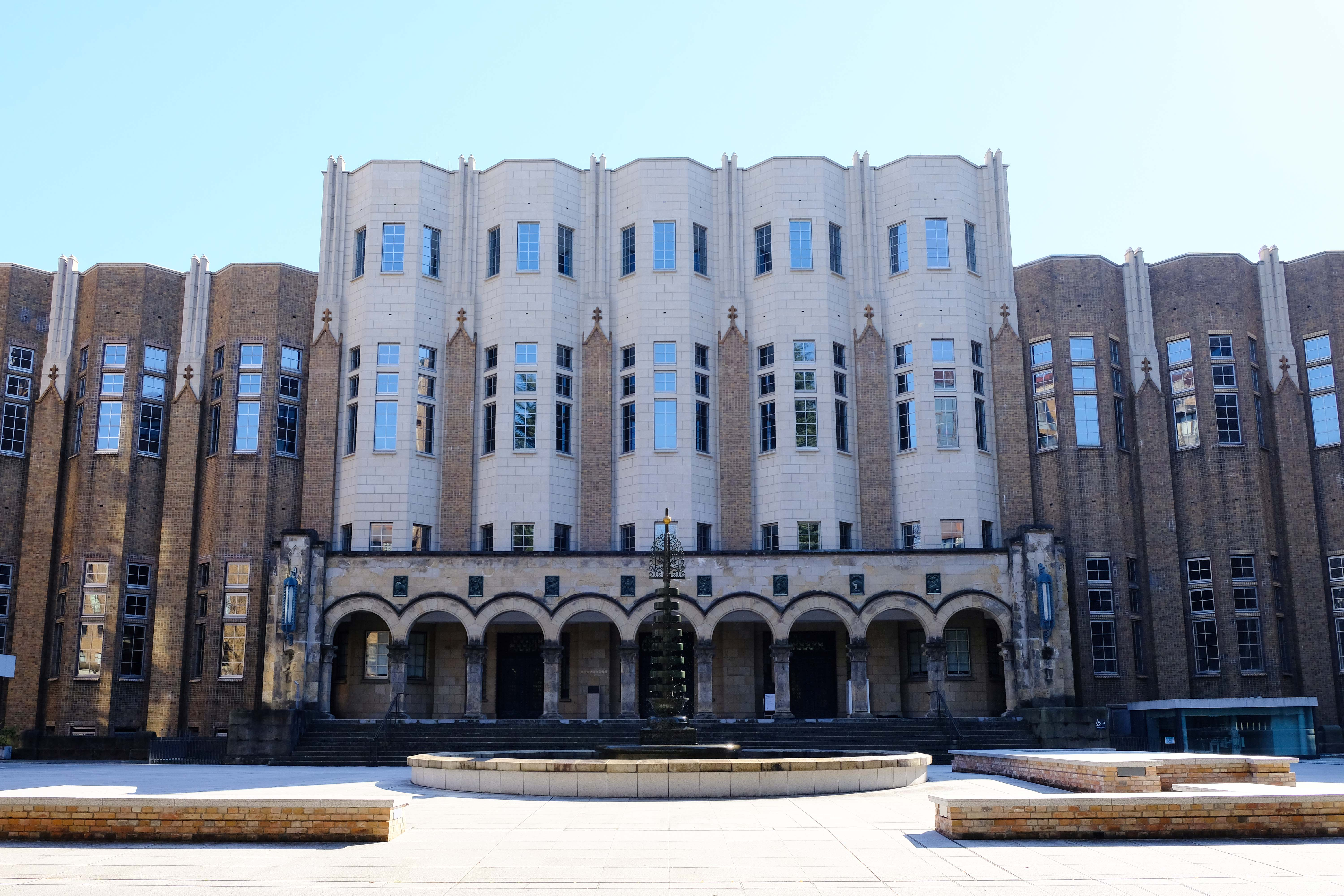
総合図書館

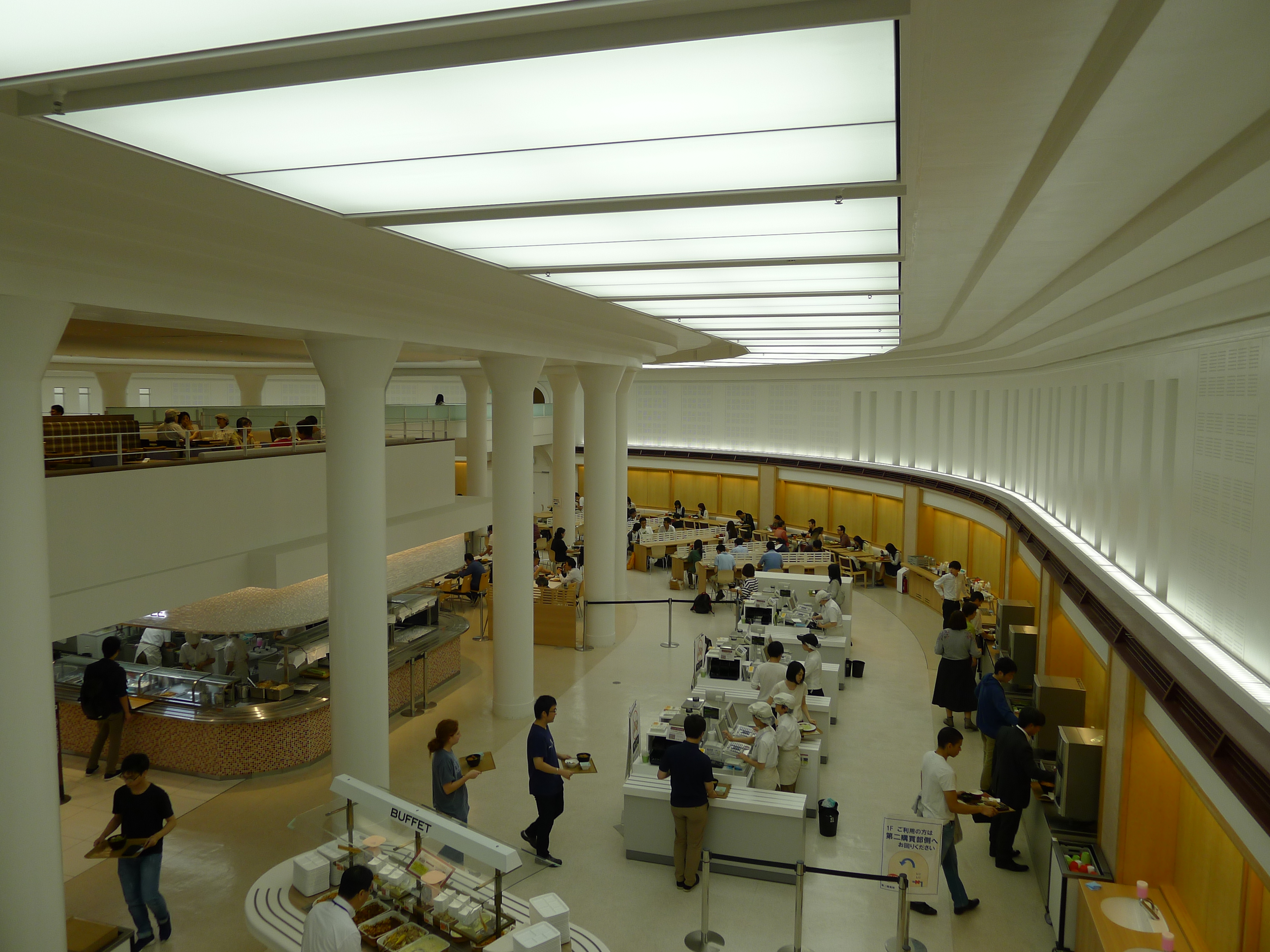
中央食堂（本郷）

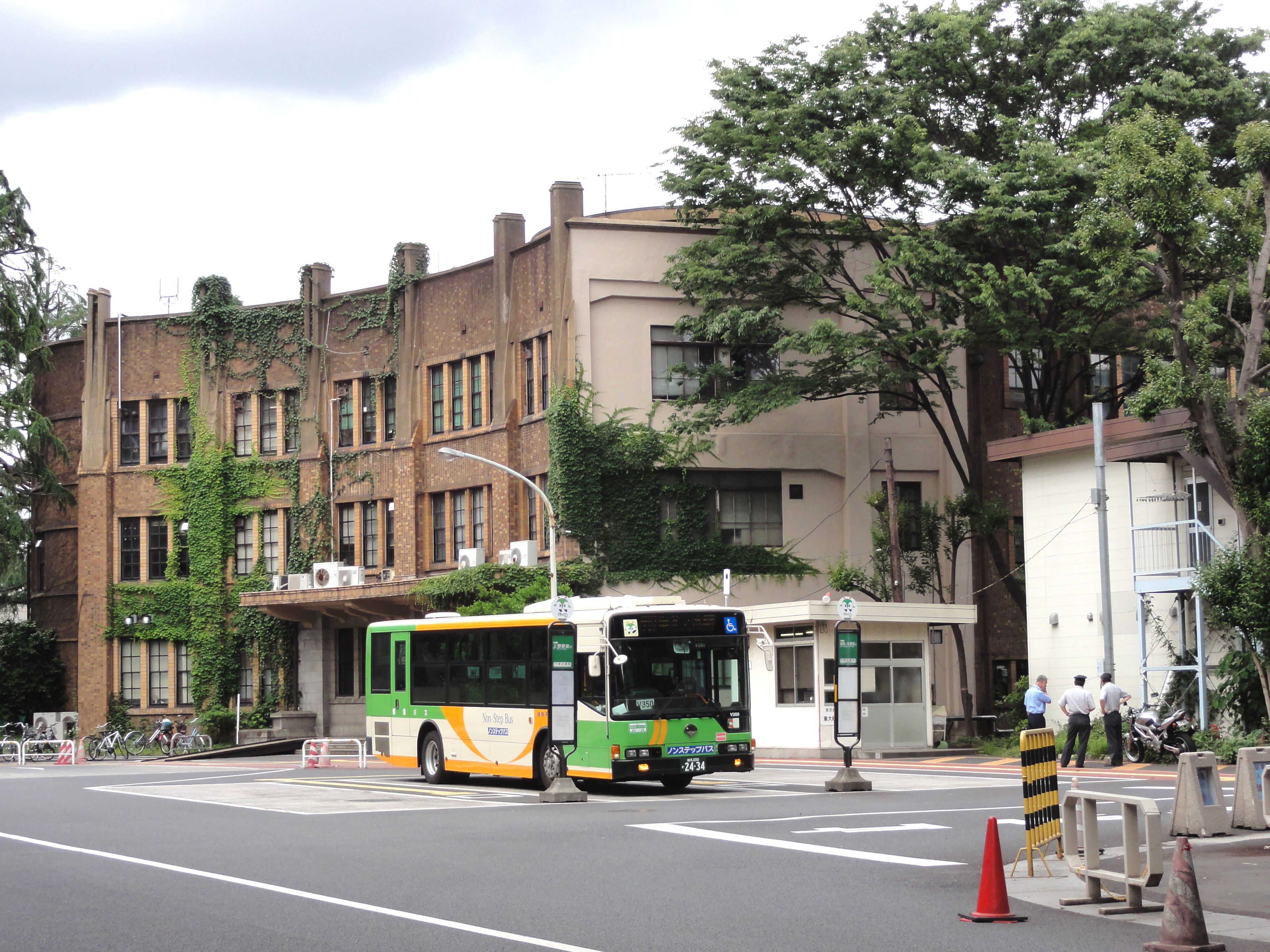
第二食堂

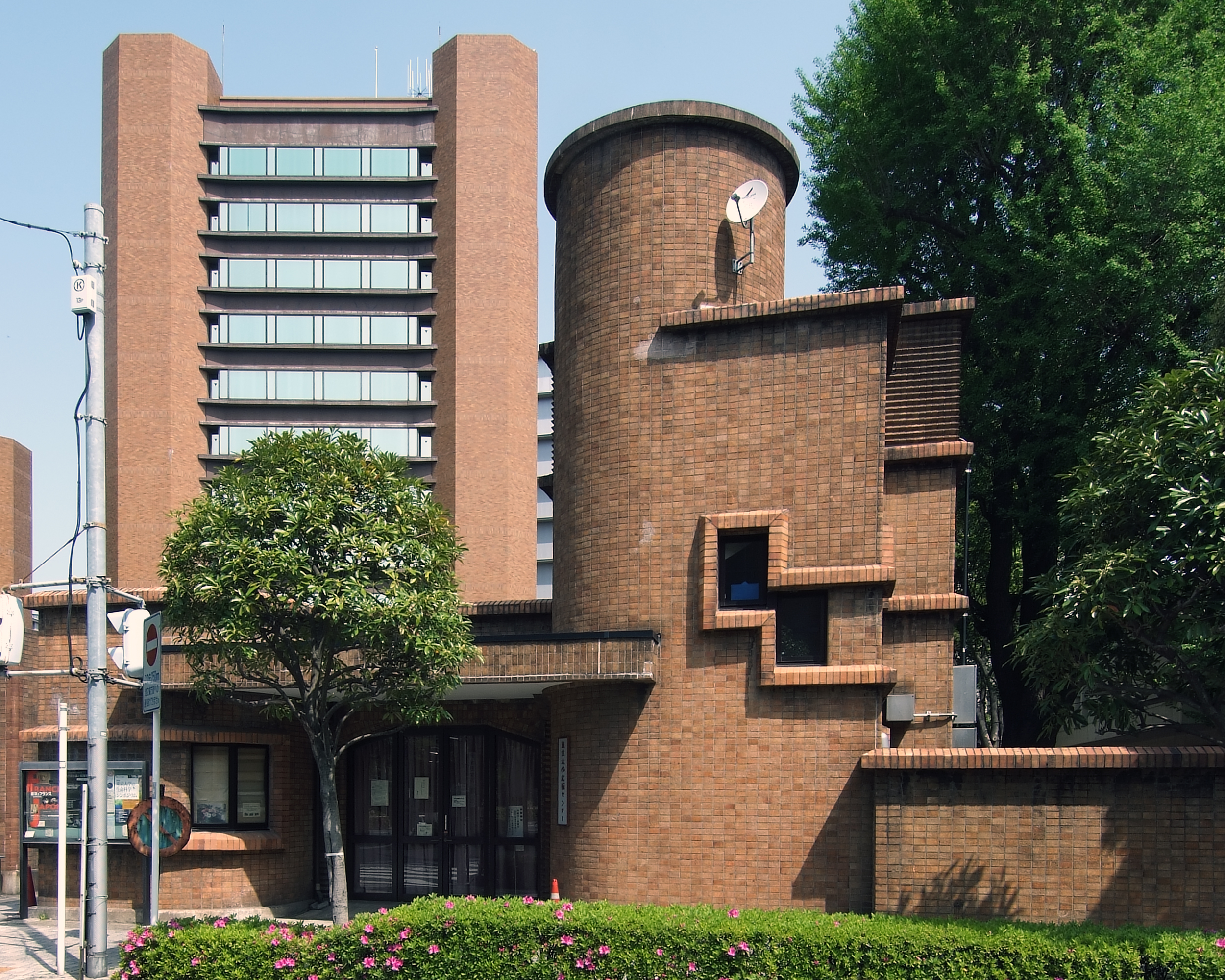
広報センター

- 本部棟

1979年完成。設計は丹下健三。龍岡門のそばにある。その名の通り、大学本部として使用されている。地上12階建ての高層建造物であり、完成当時は東大構内では珍しい存在であった。
- 第二本部棟

理学部5号館として1976年に完成した。設計は丹下健三。本部棟に隣接しており、建物のデザインも類似している。当初は理学部数学科・地学科（現 地球惑星環境学科）の校舎として使用されていたが、数学科は駒場Iキャンパスの数理科学研究科棟へ移転し、地学科は理学部（新）1号館へ移転したため、第二本部棟となった。現在は、大学本部関係の組織や公共政策大学院、留学生センター、情報学環の一部のプロジェクトなどが使用している。
- 安田講堂（正式名称：東京大学大講堂）

登録有形文化財。1921年に起工、1925年完成。設計は内田祥三、岸田日出刀。詳細は該当記事を参照。
- 総合図書館

関東大震災でそれまでの煉瓦造りの図書館（1892年完成）が焼失したため、震災後にロックフェラー財団の寄付によって建設された。1928年（正面）と北東側と西側完成。設計は内田祥三。今後改築工事を行う予定があるため登録有形文化財には登録されていないが、他の建物同様、歴史を経た建物である。正面の本を並べたような外見が特徴である。
第二次世界大戦後、新設された学部・研究所を収容するため、南側（赤門側）と南東側に大規模な増築が行われた。なお、増築部にも内田ゴシックのデザイン様式が用いられている。
現在、南西側には史料編纂所が、北東側には大学院情報学環（旧 新聞研究所）が、南側（増築部）には教育学部が、南東側（増築部）には社会科学研究所が入っている。
- 中央食堂

1976年完成。安田講堂前広場の地下に設置されている。内部がドーム状の構造になっているのが特徴である。2017年まで宇佐美圭司の壁画《きずな》が飾られていた。
- 第二食堂

1934年完成。設計は内田祥三。地下にプールがある。
- 山上会館

1986年完成。設計は前川國男。東京大学創立100周年記念事業の一環として、三四郎池畔の山上会議所跡地に建設された。会議室や教職員用の食堂などがある。また、龍岡門付近には山上会館龍岡門別館がある。会議室やレストランの運営は2018年時点、東急コミュニティーが受託している。
- 広報センター

旧医学部附属病院夜間診療所、旧医師会事務局。龍岡門わきにある。1926年完成。設計は岸田日出刀。1995年に改修され、広報センターとなった。2003年度に東京都選定歴史的建造物に指定された。
- コミュニケーションセンター

赤門脇にある。1910年に人力車の車庫として建設された建物を国立大学法人化後に改装した。現存する本郷地区キャンパス最古の建物であり（最古の校舎は理学部化学東館である）、東京大学全体でも総合研究博物館小石川分館に次いで古い建物である。東大グッズの他、大学の研究成果を生かした商品などが販売されている。
- 懐徳館

旧前田家邸宅であり、天皇の行幸を目的として和館（1905年完成、北沢虎造設計）および西洋館（1907年完成、渡辺譲設計）が建設され、日本庭園（懐徳館庭園）が整備された。
1926年、駒場の農学部敷地（現 駒場公園）との敷地交換によって、その敷地とともに建物も東京大学に寄贈された。和館、西洋館ともに1945年の東京大空襲で焼失したが、和館は1951年に再建された。空襲で破壊された西洋館の煉瓦造りの旧構の一部はキャンパスの一角に保存されている。
- 伊藤国際学術研究センター

伊藤雅俊セブン&アイ・ホールディングス名誉会長の寄附により、社会連携および国際交流拠点として2012年建設された。設計は香山壽夫。ホールやレストラン、会議室の他、政策ビジョン研究センター等が所在している。

##### 体育施設
- 御殿下記念館（ごてんしたきねんかん）

三四郎池の東にあるスポーツ施設である。1977年の東京大学創立100周年記念事業の一環として1988年に建設された。設計は芦原義信。仮称は「本郷記念館」であり、当初は弥生キャンパスのグラウンドの一部を転用して建設する計画であったが、その後現在のように変更された。建物は御殿下グラウンドの地下に建設されており、プール、ジムナジアム、トレーニングルーム、クライミングウォールなどの施設がある。
また、化学東館寄りのエントランスおよびモール街は、内田祥三の設計により1933年に建設されたグラウンドの土溜めを兼ねていた運動場付属屋を改修したものであったが、取り壊されて学生支援センターが新築された。
名称は、現在の山上会館の位置に存在した江戸藩邸が山上御殿と呼ばれていたことに由来する。
- 七徳堂

御殿下グラウンドの南側、医学図書館の近くにある武道場である。東京都選定歴史的建造物。1938年完成。設計は内田祥三であるが、ゴシック建築ではなく和風建築である。名称の由来は『春秋左氏伝』宣公十二年の「武有七徳」であり、 東京帝国大学教授塩谷温により命名された。

#### 法学部

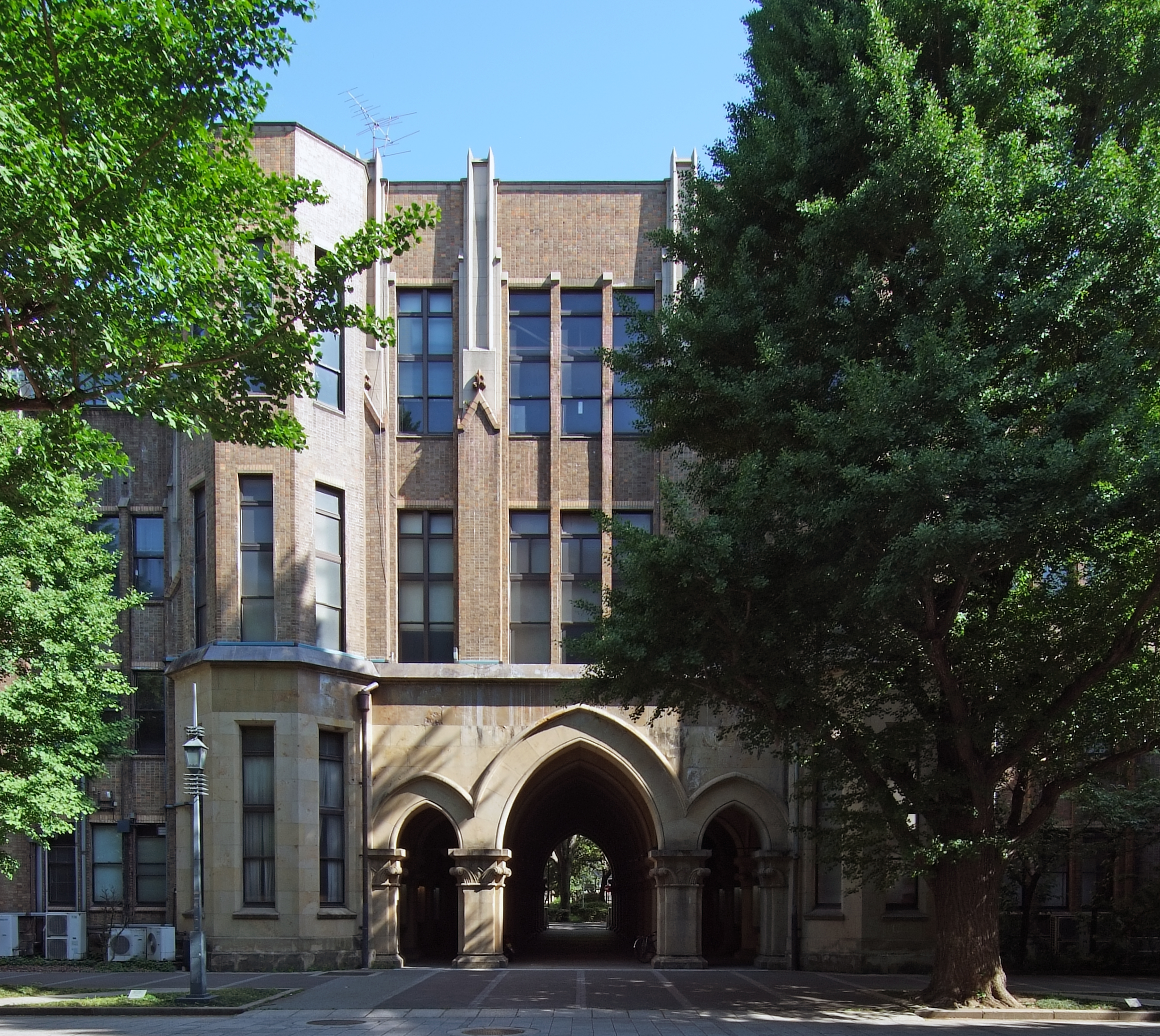
法文1号館（1935年竣工）

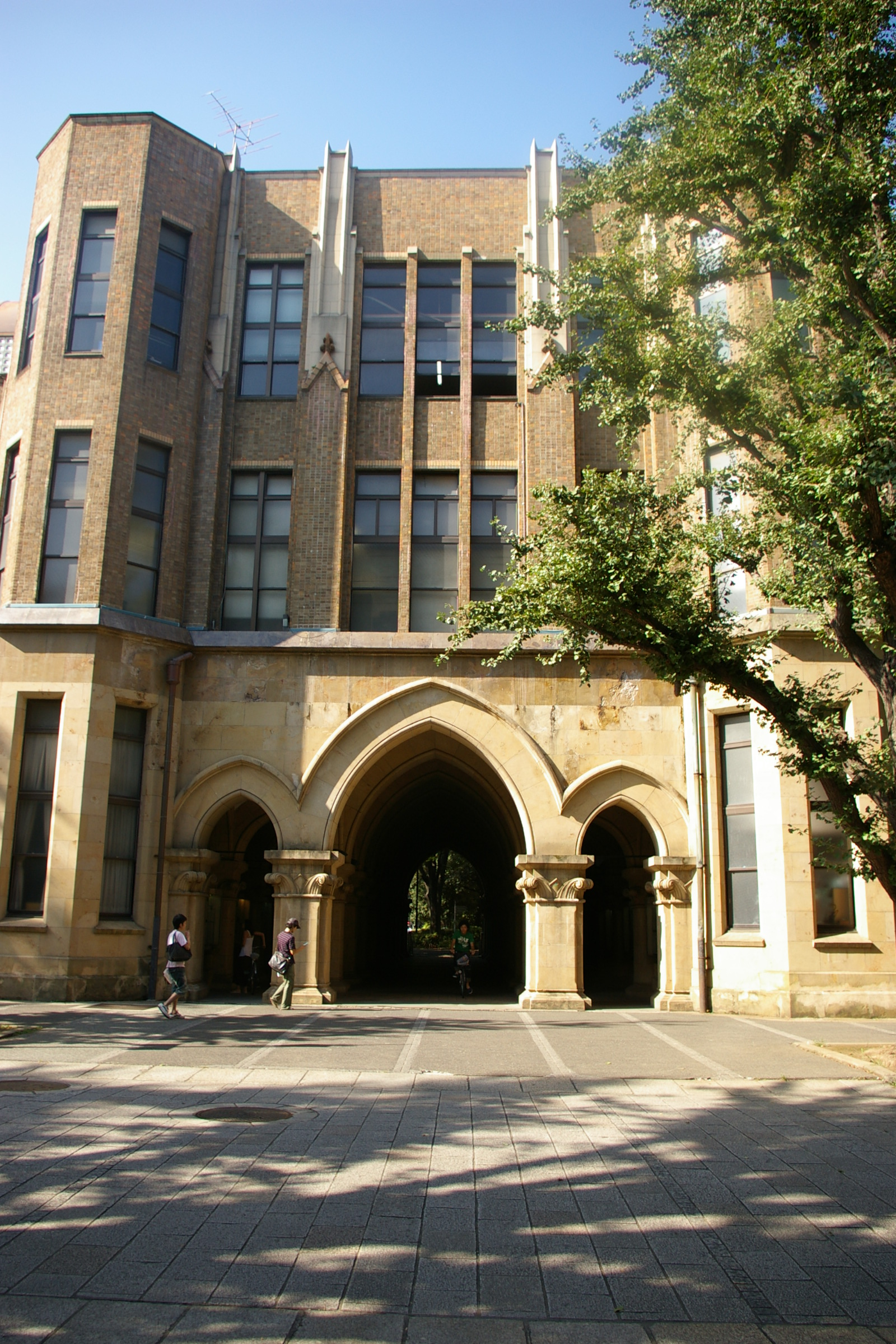
法文2号館のアーケード

- 法文1号館

登録有形文化財。1935年完成。設計は内田祥三。以前は経済学部も使用していたため、法文経1号館と呼ばれていた。2階にある法25番教室は講演会などがよく行われる大教室であり、入学試験の時には教室内の様子がテレビで放映される。同教室は東大ポポロ事件の現場としても知られている。なお、法学部の事務室は法文1号館内にある。
- 法文2号館

登録有形文化財。1938年完成。設計は内田祥三。以前は経済学部も使用していたため、法文経2号館と呼ばれていた。
法文1号館と法文2号館は安田講堂を突き当たりとする道を挟んで左右対称に設計されており、通りに直角に両建物を横切って古風なアーケードが設けられ、内田ゴシックの真骨頂を示している。列柱には古代ギリシャ風の彫刻が刻まれ、現代では考えられない贅沢な造りである。
法文2号館の地下には、銀杏・メトロ食堂（旧 第一食堂）や東大生協第一購買部などの店舗が設置されている。なお、文学部の事務室は法文2号館内にある。
- 法学部3号館

登録有形文化財。1927年完成。設計は内田祥三、清水幸重。
- 法学部4号館

1987年完成。設計は大谷幸夫。総合図書館前の広場西側（総合図書館から見て左側）にある建物であり、東側の文学部3号館と同時に建設された。
- 法学政治学系総合教育棟

2003年完成。正門わきにある。主に法科大学院が使用している。この建物は全面ガラス張りとなっているのが特徴である。設計は槇文彦＋槇総合計画事務所。

#### 医学部

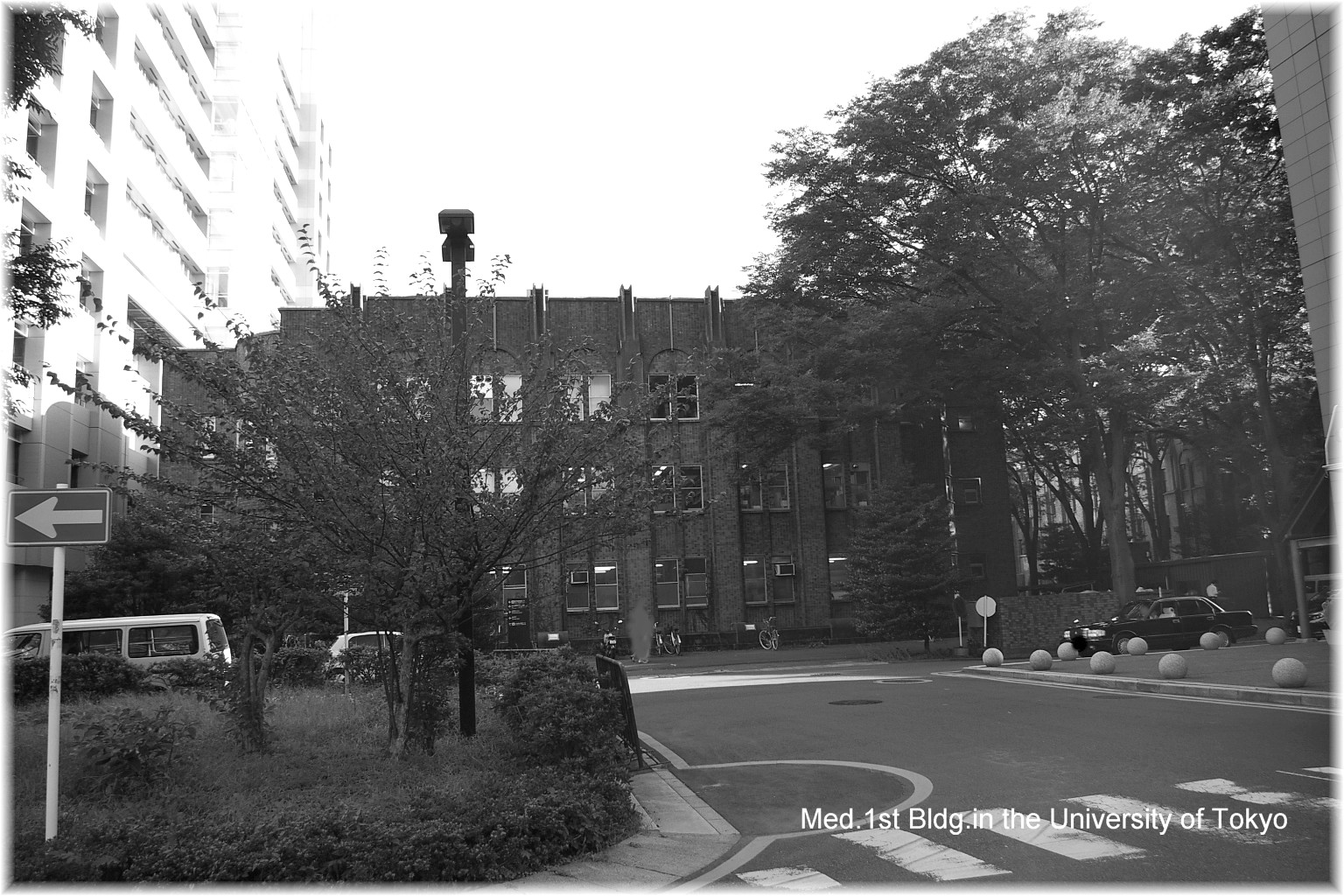
医学部1号館（左に見えるのが医学部教育研究棟）

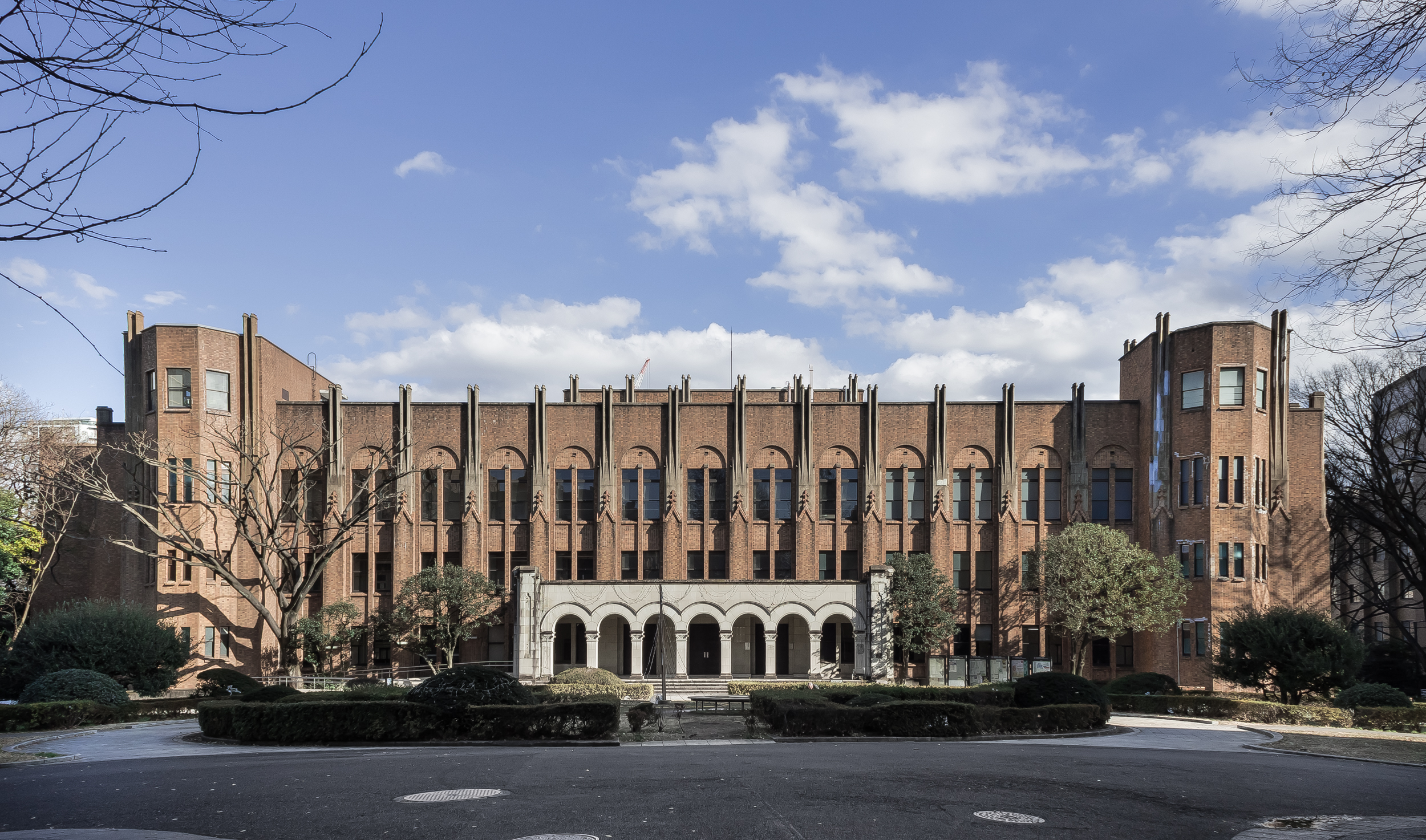
医学部2号館（本館）

- 医学部1号館

1931年完成。設計は内田祥三。現在は、隣接して建設された地上14階建ての医学部教育研究棟（2002年完成）と一体利用されている。
- 医学部2号館（本館）

1936年完成。設計は内田祥三。医学部の事務室は医学部2号館（本館）内にある。
- 医学部総合中央館（医学図書館）

1961年完成。医学部創立百年記念事業の一環として建設された。2008年に耐震改修工事が行われた。基礎医学・健康科学系の各校舎と附属病院（臨床医学系）の中間に位置するため「総合中央館」と呼ばれている。

#### 医学部附属病院
- 臨床研究棟西（旧称：第一研究棟）

1928年完成。設計は内田祥三。外観を保存したまま内部の改修工事を実施し、2022年から臨床研究棟西として共用された。
- 臨床研究棟東（旧称：東第二研究棟）

1928年完成。設計は内田祥三。
- 内科研究棟（解体）

1929年完成。設計は内田祥三。臨床研究棟Aを建築するため2016年に解体され、現存しない。柱頭の彫像など建物の一部が臨床研究棟Aに保存・展示されている。
- 管理・研究棟

1934年完成。設計は内田祥三。現在の外来診療棟が完成する1994年までは外来棟として利用されていた。南北に連なる臨床研究棟西および外来診療棟とアーチで結ばれており、寺崎武男の手による天井画が描かれている。また、外壁には「診療・治療・予防」と名付けられた新海竹蔵によるレリーフ、「長崎への医学の伝来」と名付けられた日名子實三によるレリーフが刻まれている。
- 南研究棟

1925年完成。設計は内田祥三、岸田日出刀。表現主義の影響を受けた特徴的建築とされている。2017年より耐震改修工事および大規模改修が行われ、2019年4月に完成。現在は、東京大学産学協創推進本部と医学部附属病院により利用・管理されている。「アントレプレナーラボ」、「健康と医学の博物館」、「鉄門臨床講堂」などの大学施設が設置されているほか、調剤薬局やカフェなどの民間企業が入居している。
- 旧発電所

1910年完成。医学部附属病院の建築物では最古となる。現在は廃棄物集積所の一部となっており、立ち入りが制限されている。

#### 工学部

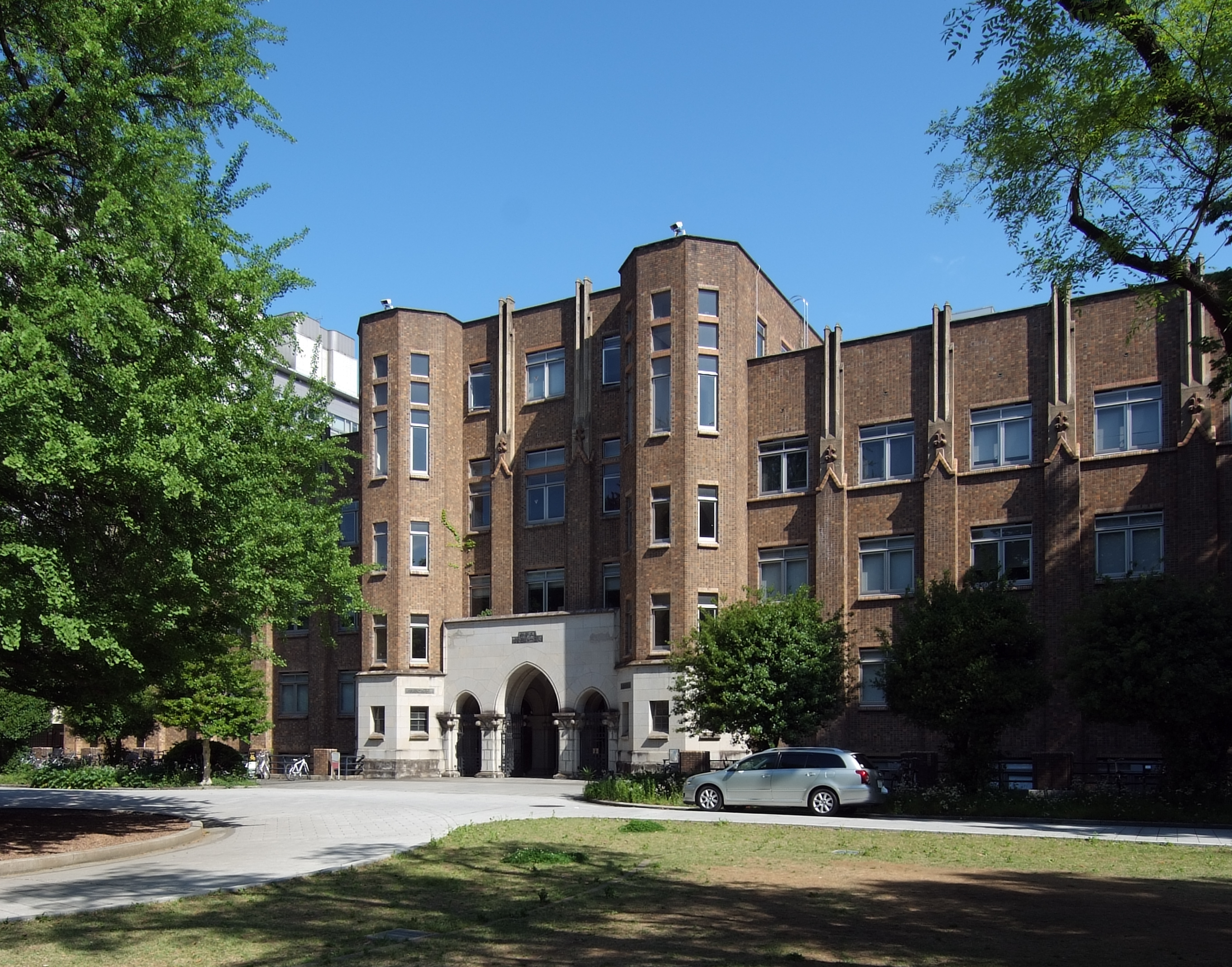
工学部1号館

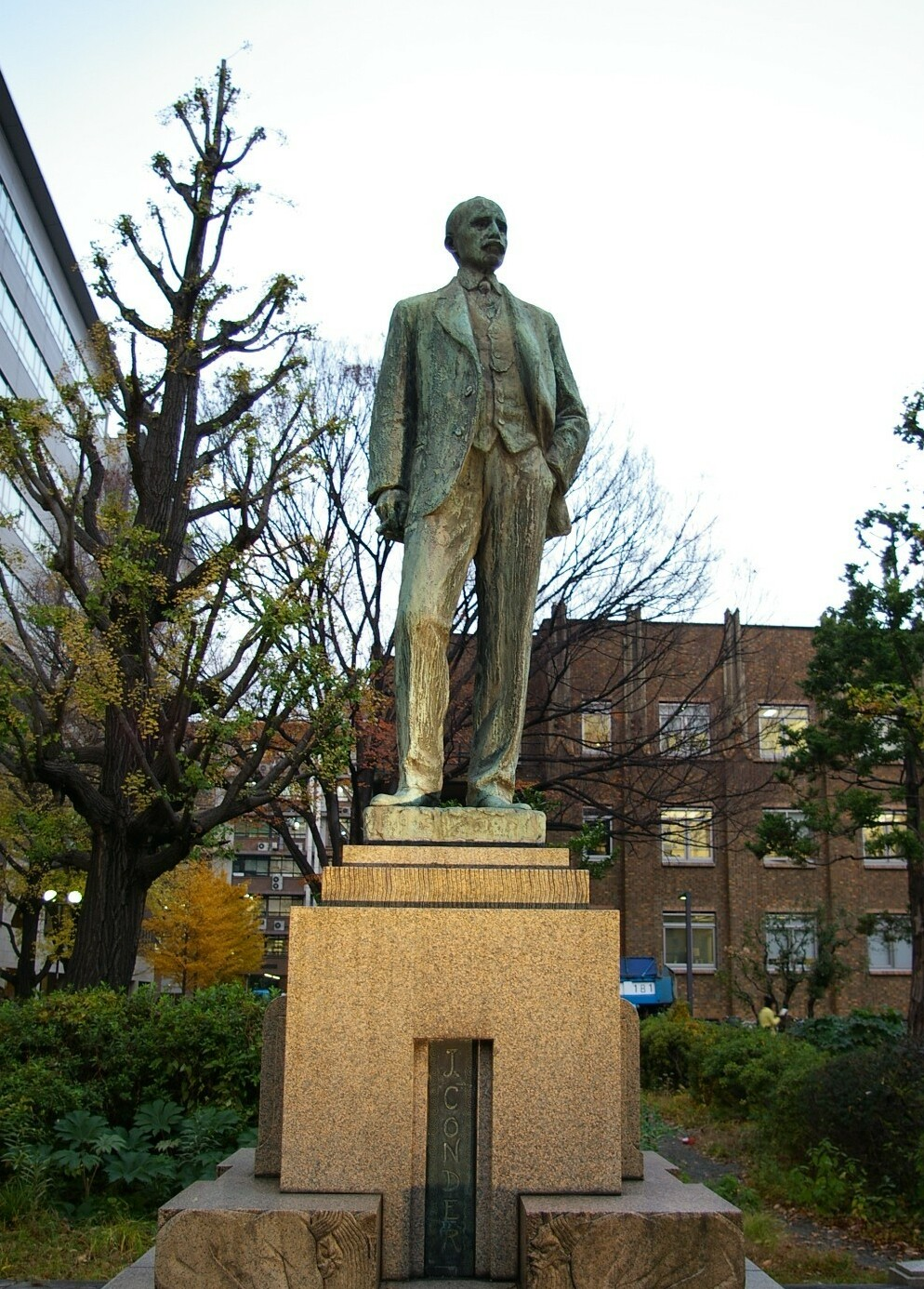
工学部1号館前のジョサイア・コンドル像

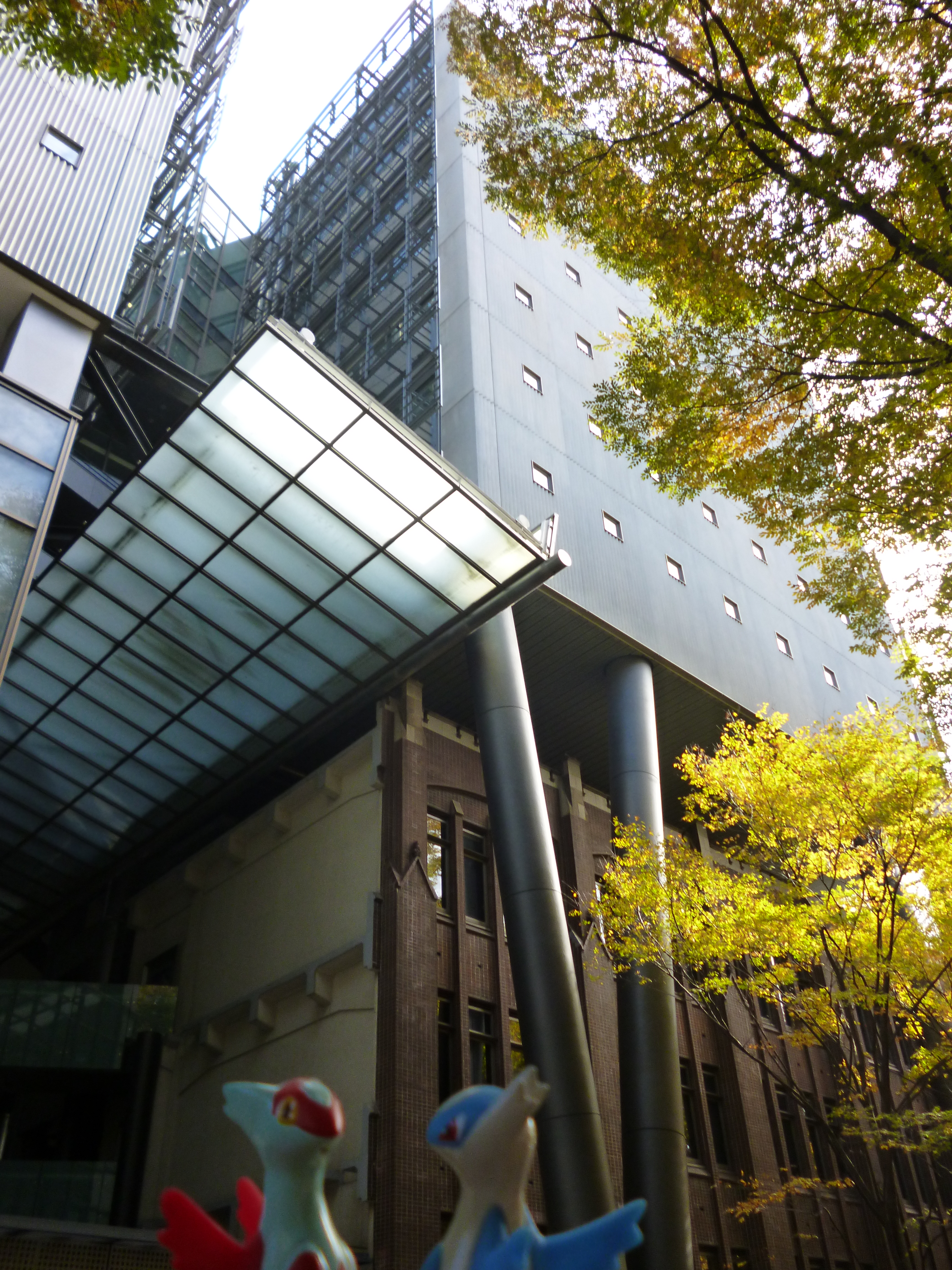
工学部2号館

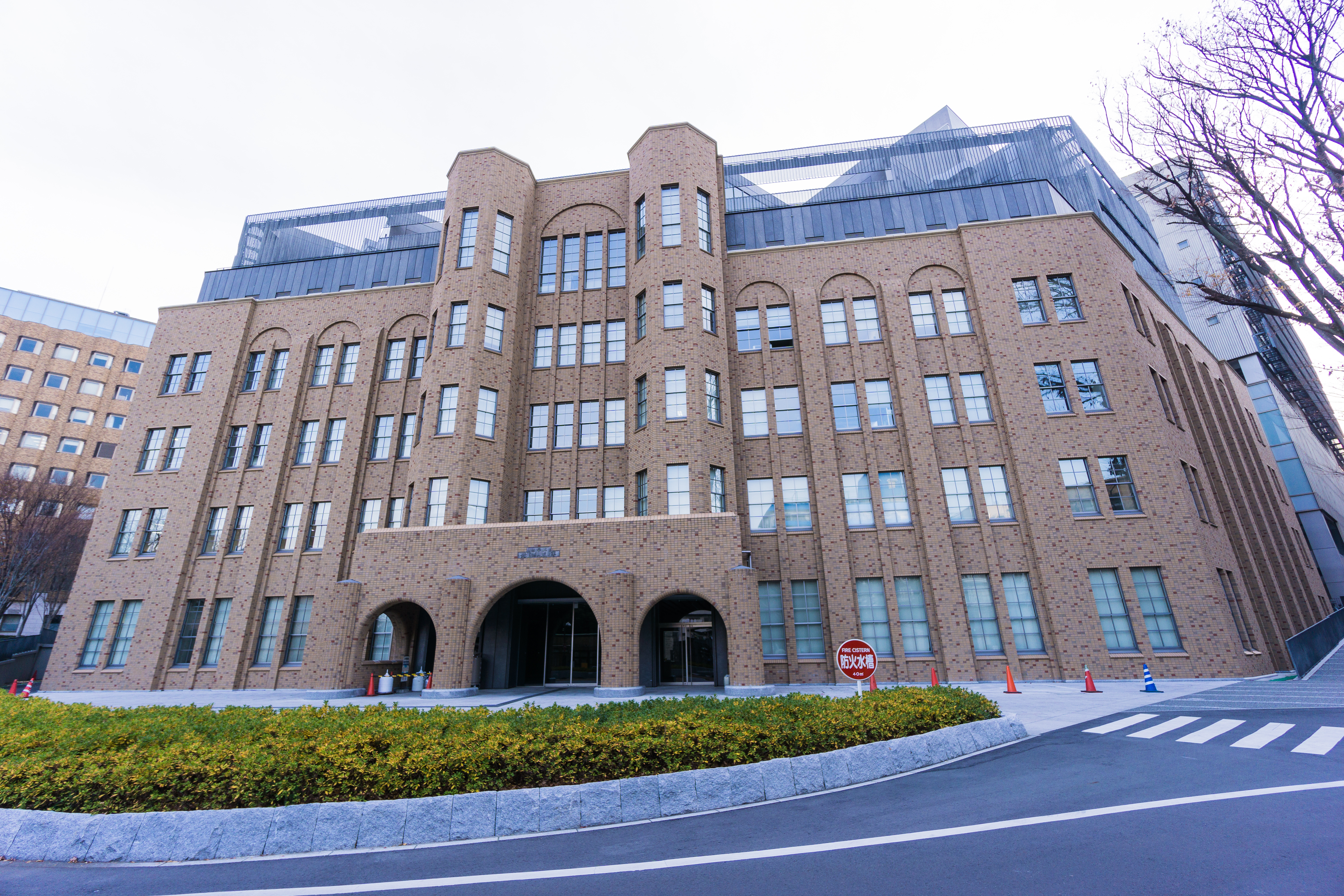
工学部3号館（2014年）

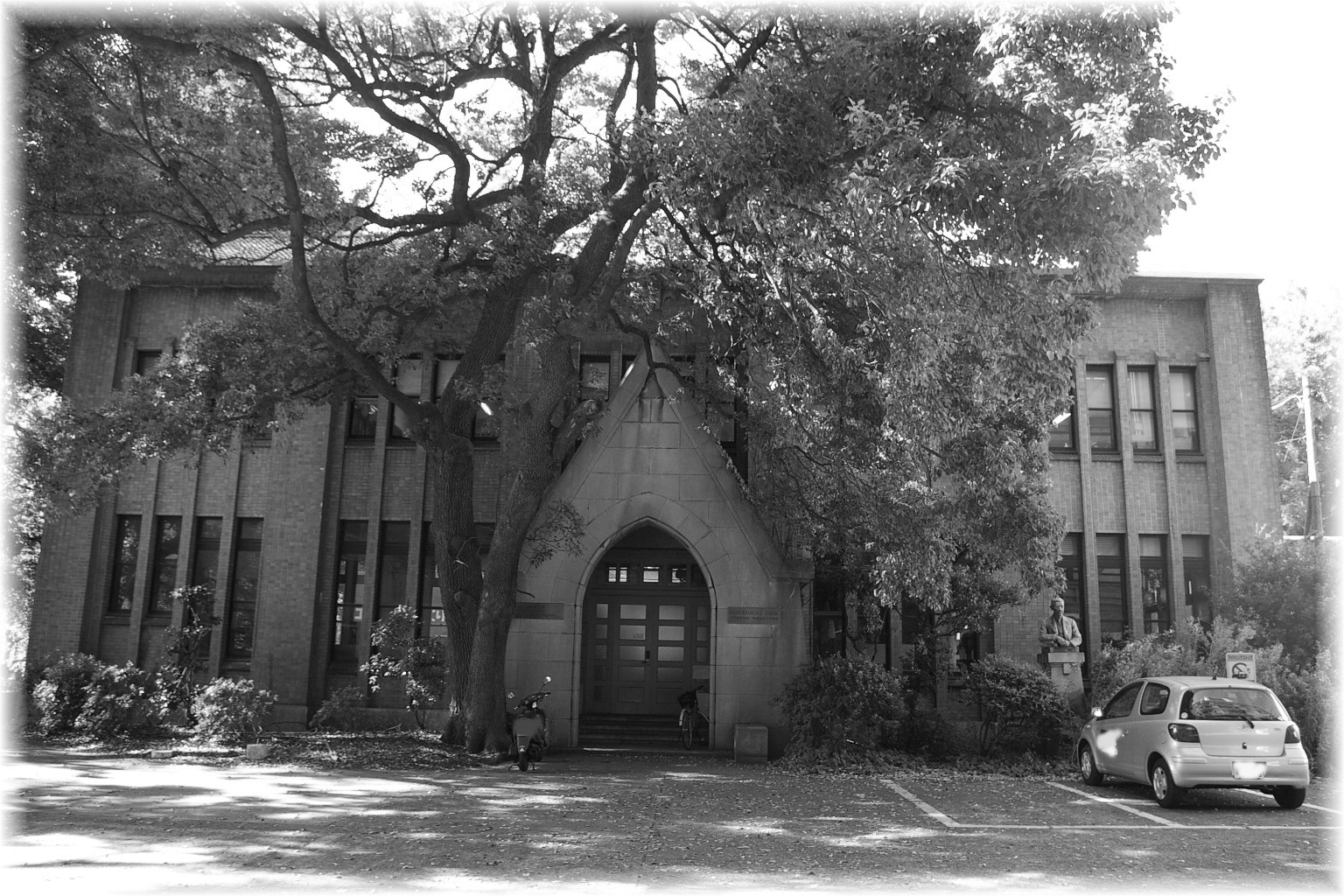
工学部船舶試験水槽室

- 工学部列品館

登録有形文化財。1925年完成。設計は内田祥三。列品館と命名されたのは、当初学術標本を展示する博物館として使用する予定であったためであるが、実際に標本等が列品されたことはなく、現在は工学部の事務室として利用されている。
- 工学部1号館

登録有形文化財。1935年完成。設計は内田祥三。関東大震災で倒壊した工科大学本館の跡地に建設された。老朽化・狭隘化が目立ってきたため、1998年に香山壽夫の設計で全面改修された。元々は「日」の字の形をした建物であったが、中庭だった部分はガラスの屋根がかけられ、建築学科の製図室や図書室などになっている。前庭にはジョサイア・コンドルの銅像がある。現在は主に社会基盤学科、建築学科が利用している。
- 工学部2号館

1924年に完成した工学部2号館の旧館部分は、内田祥三が東大構内で初めて設計した建物である。ただしこの建物は震災前に設計された建物であるため、他の「内田ゴシック」とは少し異なるデザイン（タイルの色など）となっている。同建物が関東大震災の時にはほとんど完成していたが損壊しなかったことが評価され、内田は震災後の復興計画を任されることになった。また、旧館には震災後の一時期、大学本部が置かれていたことがある。
現在、旧館北側は取り壊され新しく高層建造物（北棟）が建設されたが、安田講堂に面する南側は保存され、その上空に高層建造物（南棟）が建築された。南棟は旧館中庭の柱と外側のW字の柱によって支えられている。当初の計画では旧館を全て取り壊して全面新築する予定であったが、歴史的建造物を保存するため計画変更がなされ、その結果、本郷キャンパス内でも特異な構造の建物となった。旧館の中庭は南棟が上から覆いかぶさったため半屋外広場となり、コミュニティスペースとして整備され、サブウェイの店舗も設置された。
現在は主に機械系、電子・情報系の各学科・専攻が利用している。
- 工学部3号館

2013年改築完成。設計は類設計室、建設は安藤・間（旧安藤建設）。現在は主に電子・情報系学科、システム創成学科、および化学生命系の各学科が利用している。
旧建物は1939年完成。内田祥三設計の建物だったが、老朽化が激しく2010年に解体された。現在は1～4階部分の外壁保存部分に名残がある。また、建設にはPFI方式が利用された。運営は東大インタラクトPFI株式会社が行う。
隣接する工学部2号館のコミュニティスペースが階段を通じて3号館まで延長された。スペース内にはローソンストア100が開店した。
- 工学部4号館

1927年完成。設計は内田祥三。現在は主にマテリアル工学科、システム創成学科が利用している。
- 工学部5号館

1961年完成。主に応用化学科、化学システム工学科、及び化学生命工学科が利用しているが、多くの研究室が工学部3号館に移転した。2013年10月現在、主な使用目的は、上記の学科の講義や、建物の改修工事に伴うマテリアル工学科や理学系研究科の研究室避難先としての利用である。
- 工学部6号館

1940年完成。設計は内田祥三。老朽化と耐震強度への懸念により、耐震補強工事（1997年完了）が行われた。現在は物理工学科、計数工学科が利用している。
- 工学部7号館
- 工学部8号館
- 工学部9号館
- 工学部10号館
- 工学部11号館

1968年完成。設計は吉武泰水。高層化の始まった時期に建てられた鉄筋コンクリート造9階建てであるが、外装には「内田ゴシック」との調和を考慮し、赤茶色のタイルが用いられている。老朽化と耐震強度への懸念により、耐震補強工事（2006年完了）が行われた。現在は主に社会基盤学科、建築学科が利用している。
- 工学部12号館
- 工学部13号館
- 工学部14号館

1995年完成。設計は香山壽夫。現在は主に都市工学科、精密工学科が利用している。
- 工学部船舶試験水槽室

1937年完成。日本海軍の外郭団体である海防義会の寄付で建設された。長さ85m、幅3.5m、水深2.5mの細長い水槽であり、造波機がついている。船舶試験水槽としては小型のものであるが、日本国内の大学が所有する船舶試験水槽としては最も歴史があり、高い計測精度をもつ。なお、水槽室の2階はシステム創成学専攻（旧 環境海洋工学専攻）の一部の研究室となっている。

#### 文学部

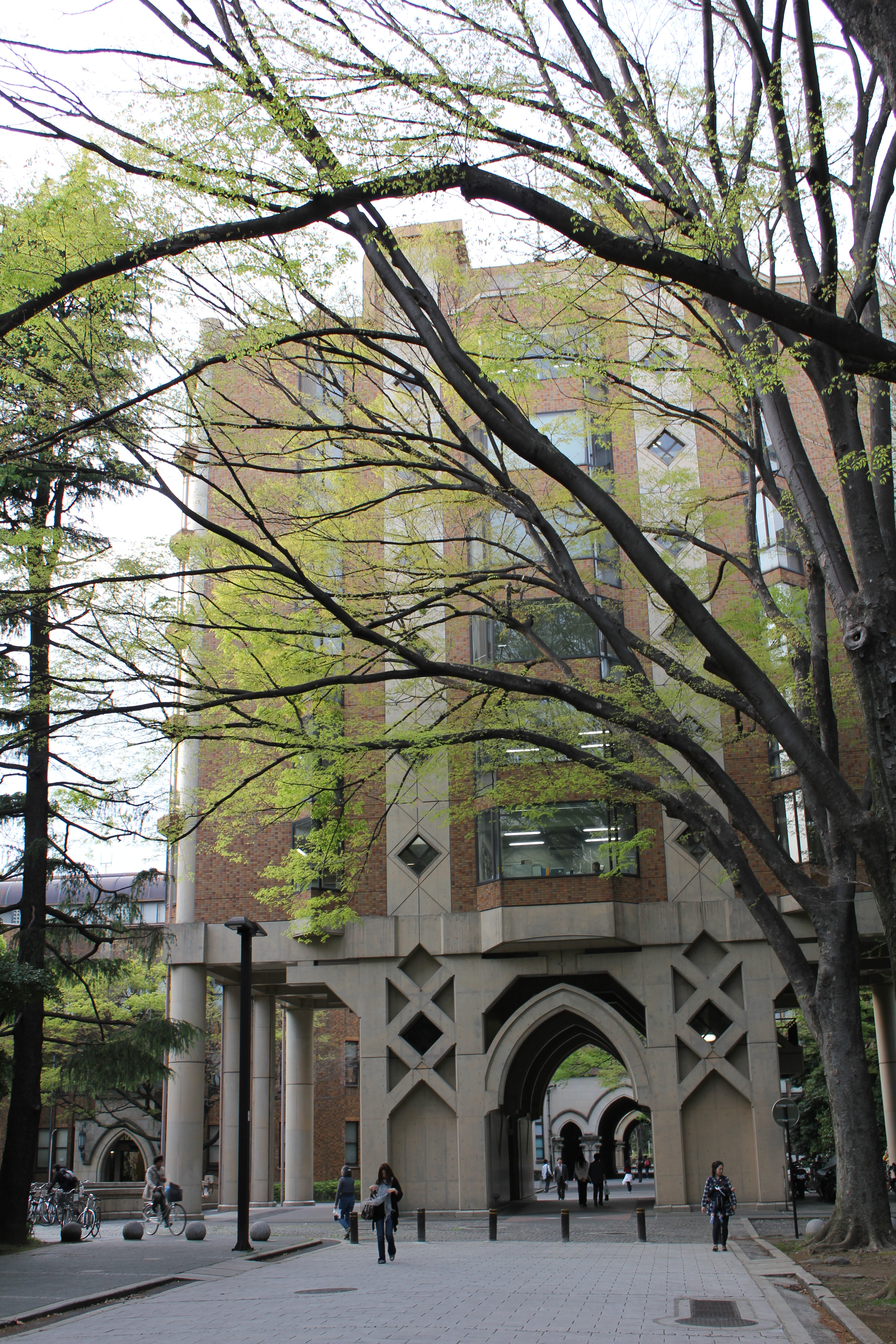
文学部3号館

- 文学部3号館

1987年完成。設計は大谷幸夫。総合図書館前の広場東側（総合図書館から見て右側）に建設された。法文2号館のアーケードから医学部2号館（本館）前に至る街路の上に建設されたため、法文2号館と類似するアーチを採用するなど、周囲の景観との調和を意識した建物となっている。

#### 理学部

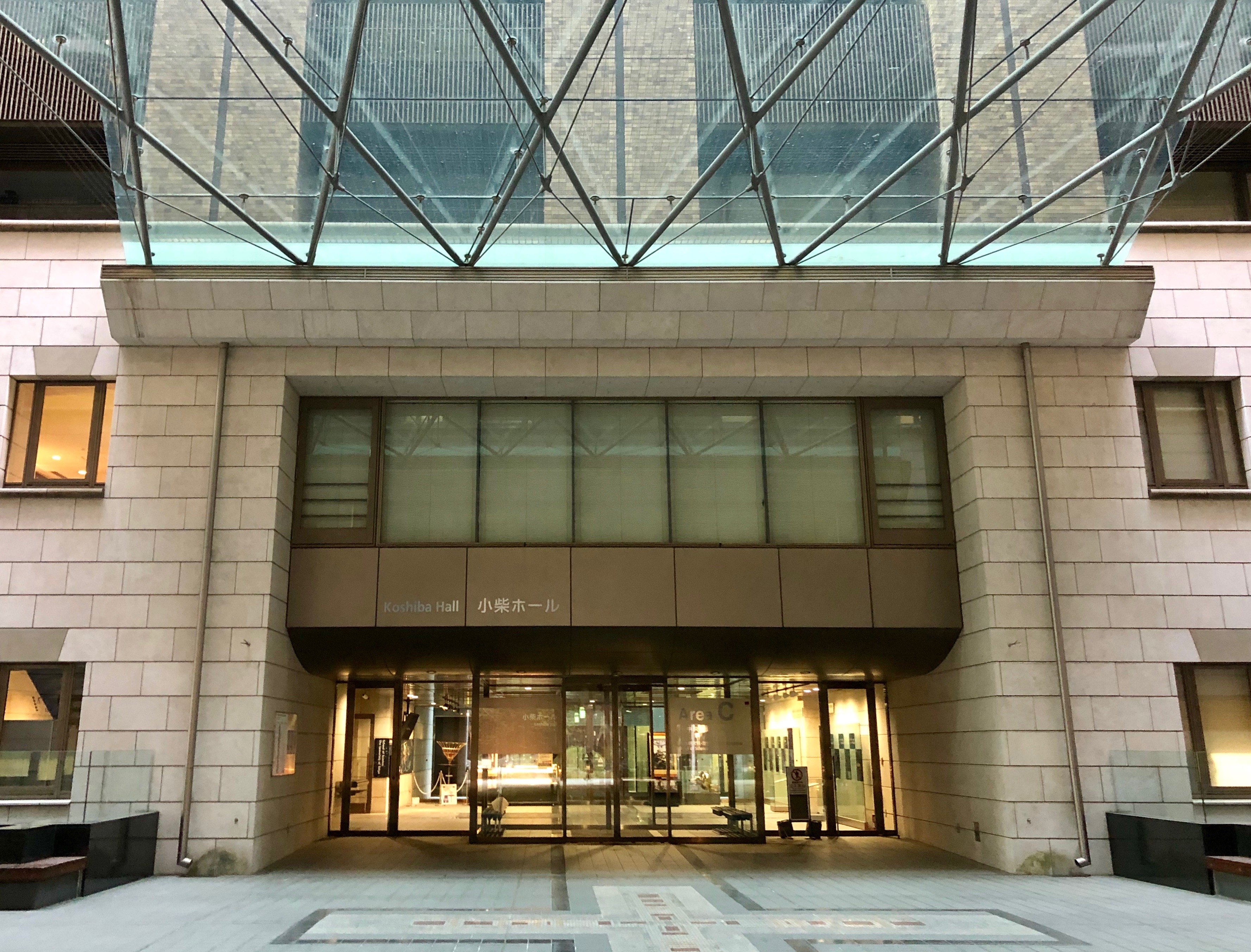
小柴ホールエントランス

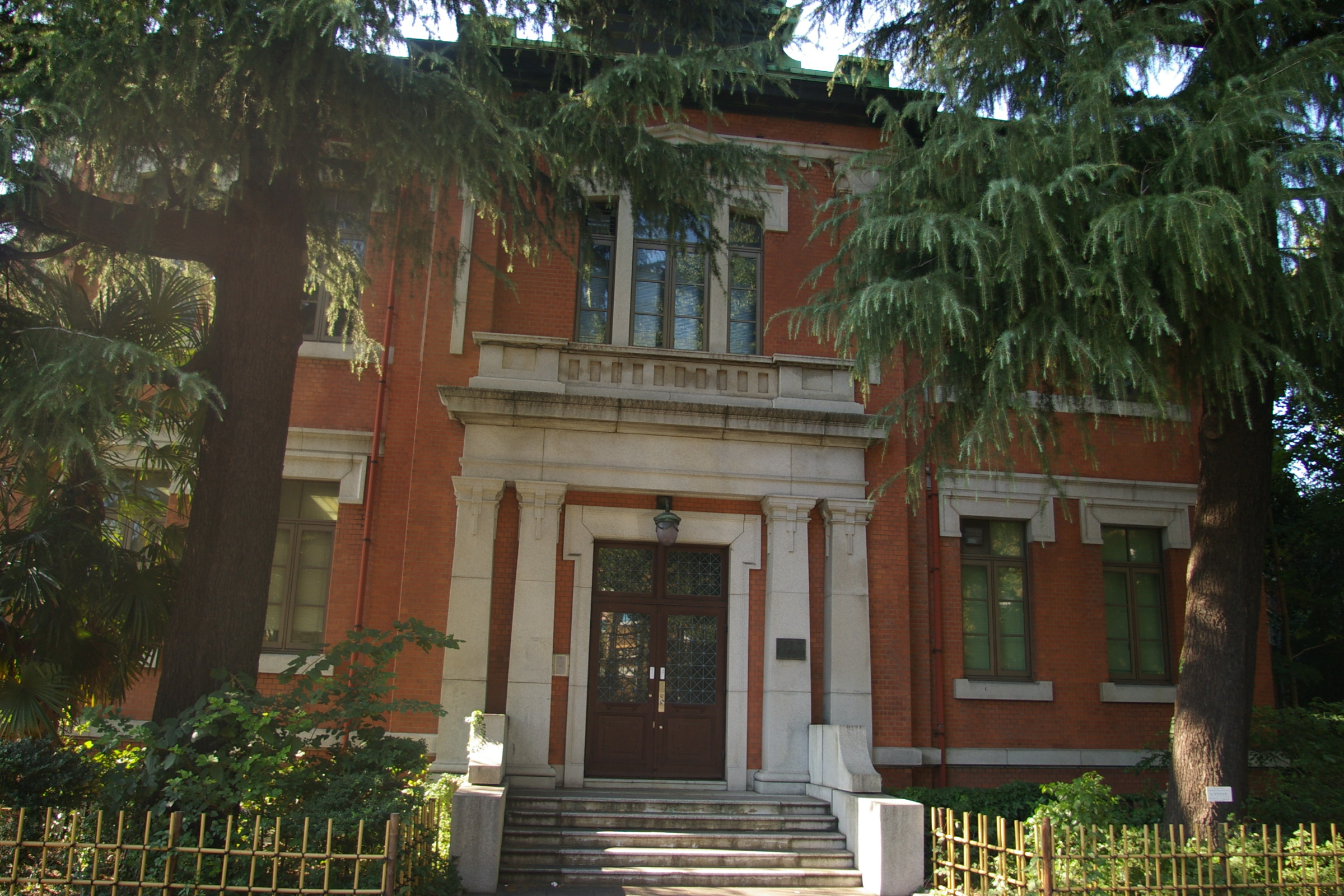
理学部化学東館

- 理学部旧1号館（現存せず）

1926年完成。設計は岸田日出刀。関東大震災で倒壊した理科大学本館の跡地に建設された。医学部附属病院南研究棟と同じく表現主義の影響を受けた特徴的建築とされているが、新1号館の建設に伴い、全部取り壊されてしまった。2013年まで残存していた東側部分には、昔ながらのエレベーター（アインシュタインが来日時に乗ったという伝説があった）が残っていたが、建物解体後は総合研究博物館により保存された(伝アインシュタイン・エレベーター)。
- 理学部1号館

西棟（12階、Ⅰ期）と中央棟（10階、Ⅱ期）と東棟（6階、Ⅲ期）からなる。1998年2月26日に西棟が完成し、2005年2月25日に中央棟が完成し、2017年11月30日に東棟が完成した。旧1号館に対して「新1号館」と呼ばれることもある（公式は理学系総合研究棟）。現在は物理学科、天文学科、地球惑星物理学科、地球惑星環境学科および素粒子物理国際研究センターが利用している。また、理学部の事務室は西棟1階にある。
設計は中谷聡。デザインは内田ゴシックの建物群と調和するよう配慮されているが、安田講堂の真後ろにある高層建造物であるため、景観を台無しにしていると言われている。中央棟2階には元理学部教授小柴昌俊のノーベル賞受賞を記念して小柴ホールが設置された。
- 理学部2号館

1934年完成。設計は内田祥三。理学部の校舎は安田講堂の東側に集中しているが、2号館は赤門付近にある。医学部1号館と対をなす建物である。現在は生物学科が利用しているが、以前は地質学、鉱物学、地理学の各教室（いずれも現 地球惑星環境学科）も入っていた。
- 理学部4号館

1969年完成。地上7階、地下1階からなる。物理学科の拡充のため建設され、現在はさまざまな専攻が利用している。
- 理学部7号館

1987年竣工。地上7階、地下1階からなる。主として情報科学科・情報理工学系研究科コンピュータ科学専攻、遺伝子実験施設が使用する。
- 理学部化学東館

関東大震災よりも前の1916年に完成した建物であり、内田ゴシックの建物群よりもさらに長い歴史をもつ。本郷地区キャンパスに現存する最古の校舎である。設計は山口孝吉。1984年に内部が改装された。「東大構内」バス停の近くにある。
元々、化学教室（化学科）は理科大学本館（上述したように現在の理学部1号館の位置にあった）内にあったのだが、施設面積の拡充のため、独自の校舎を建設し、移転した。それが現在の化学東館である。現在は講座増設により化学教室の規模が拡大したため、隣接して化学本館（1962年完成）・化学西館（1983年完成）が建てられ、一体的に使用されている。化学西館（化学西館建設以前は化学本館）が「化学新館」と呼ばれるのに対して、化学東館は「化学旧館」とも呼ばれる。なお、化学教室のこれら3館と理学部4号館、理学部7号館は（時計回りに）
化学東館→化学本館→化学西館→4号館→7号館→化学東館
の順に一周繋がっており、これらの建物を総称して「理学部化学団地」と呼ぶことがある。
化学東館は古典主義建築であり（理科大学本館と建築様式を合わせた）、内田ゴシックの建物が多い本郷キャンパスでは異彩を放っている。L字型の建物であったが、現在は上述のように両端で別の建物とつながっている。バス停のある道路に面した玄関があるが現在は閉鎖されており、両端でつながった理学部化学本館または理学部7号館の入り口から出入りするようになっている。
将来的には理学部化学館一帯を再開発して高層建造物を建設する構想があるが、化学東館は保存される予定である。
- 理学部化学本館

化学教室百年の記念事業として寄付金により建設され、1962年に完成。2009年から2010年にかけ耐震補強工事が行われた。地上5階、地下2階からなり、1階と2階で東館と、1階と地下1階で西館と接続する。化学専攻の事務室や図書室等はこの建物に入る。また、地下2階には地震研究所の重力基準点が存在する。
- 理学部化学西館

1983年竣工、2013年から2014年にかけて改修された。地上7階、地下1階からなり、地下フロアにはドライエリアを持つ。理学部4号館と階段およびエレベーターを共有し、各階で接続している。かつては理学部1号館とも渡り廊下と地下通路によって結ばれていたが、いずれも現存しない。

#### 経済学部

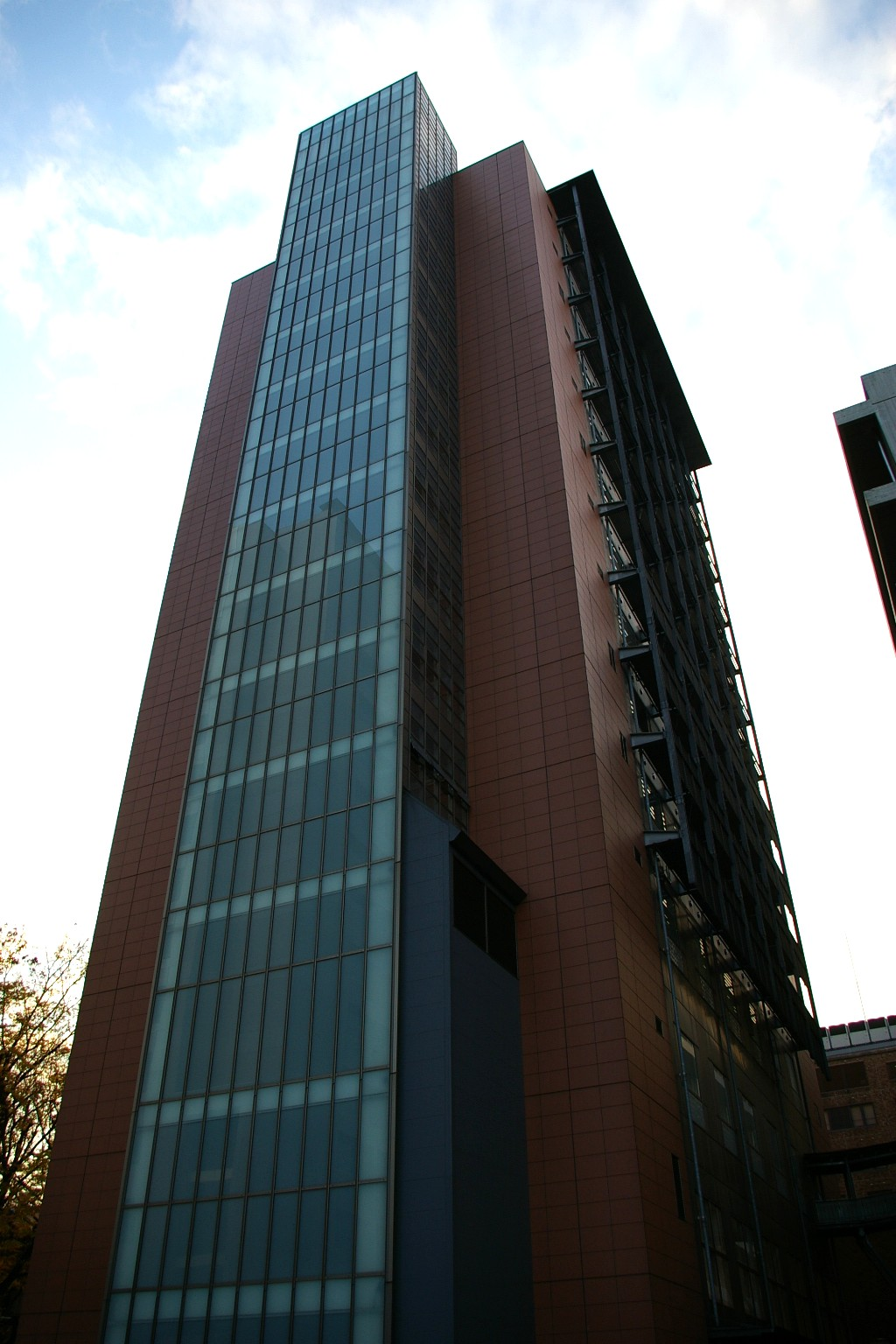
経済学研究科棟

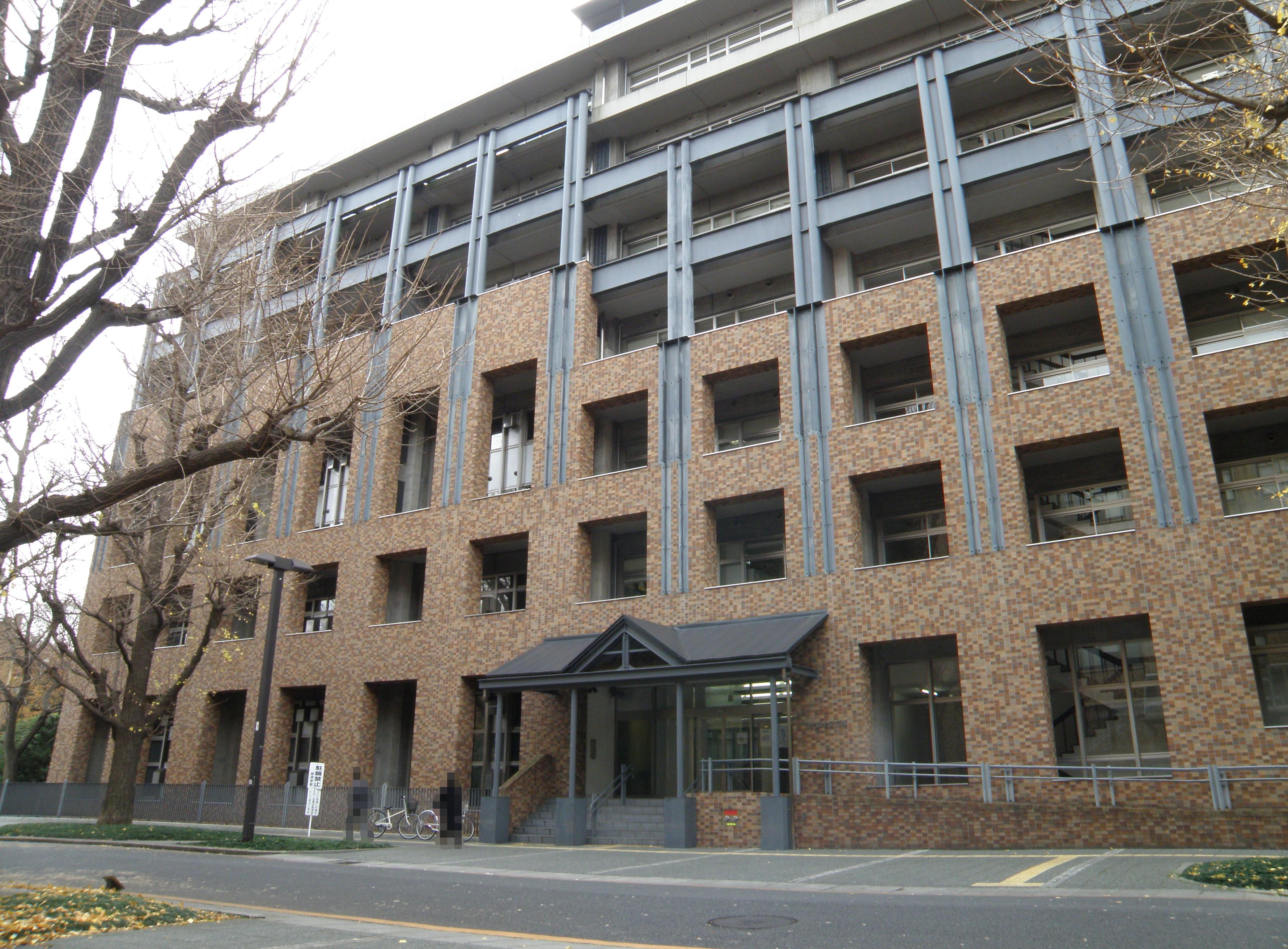
赤門総合研究棟

- 経済学研究科棟

2003年完成、通称「新館」。14階建てで、1階はコミュニティラウンジ、地下1階と2・3階は教室と演習室が中心であり、4階は金融教育研究センター、経済学部の事務室はなぜか不便な5階にある。7階から14階までは主に教員研究室とそれに付随する施設で占められている。1階には計算機室もあり、ラウンジではグループで談笑や打ち合わせをしたり、読書や勉強をする学生の姿が見受けられる。
- 赤門総合研究棟

赤門を入って右手にある建物で、経済学部本館として1965年に完成した。完成当初は「経済学部新館」とも呼ばれていたが、現在は経済学研究科棟が新しく建設されたため、「旧館」や「赤門棟」となどと呼ばれている。1984年には香山壽夫の設計により西側が増築された。経済学部本館が建てられるまでは、この場所には椿山と呼ばれる丘があった。
2002年に隣接して経済学研究科棟が完成し経済学部の大部分が移転したため、経済学部本館は2004年に改修され、文学部、経済学部、教育学部、社会科学研究所が共同利用する総合研究棟となった。この改修は主に耐震補強を目的とするものであったが、同時に周辺の建物（医学部2号館（本館）、教育学部など）のいわゆる内田ゴシックに合わせた景観修復も行われ評価されている。1階には経済学部の掲示板や東大生協赤門店があり、3階に入口がある経済学図書館は移転せず現在も東端の一角を書庫として占めている。また3階には経済学研究科棟との連絡通路が設けられている。
- 経済学部学術交流研究棟（通称「小島ホール」）

小島プレス工業経営者の寄付により、学士会分館のビアガーデン跡地に建設。金融教育研究センター（4階）、経営教育研究センター（5階）、日本経済国際共同研究センター（6階）などが経済学研究科棟より移転した。
- 国際学術総合研究棟

文系の総合研究棟として、赤門脇に経済学研究科棟の増築棟として建設され2017年に完成した。設計は香山壽夫事務所。完成後、公共政策大学院等が移転した。

#### 情報学環

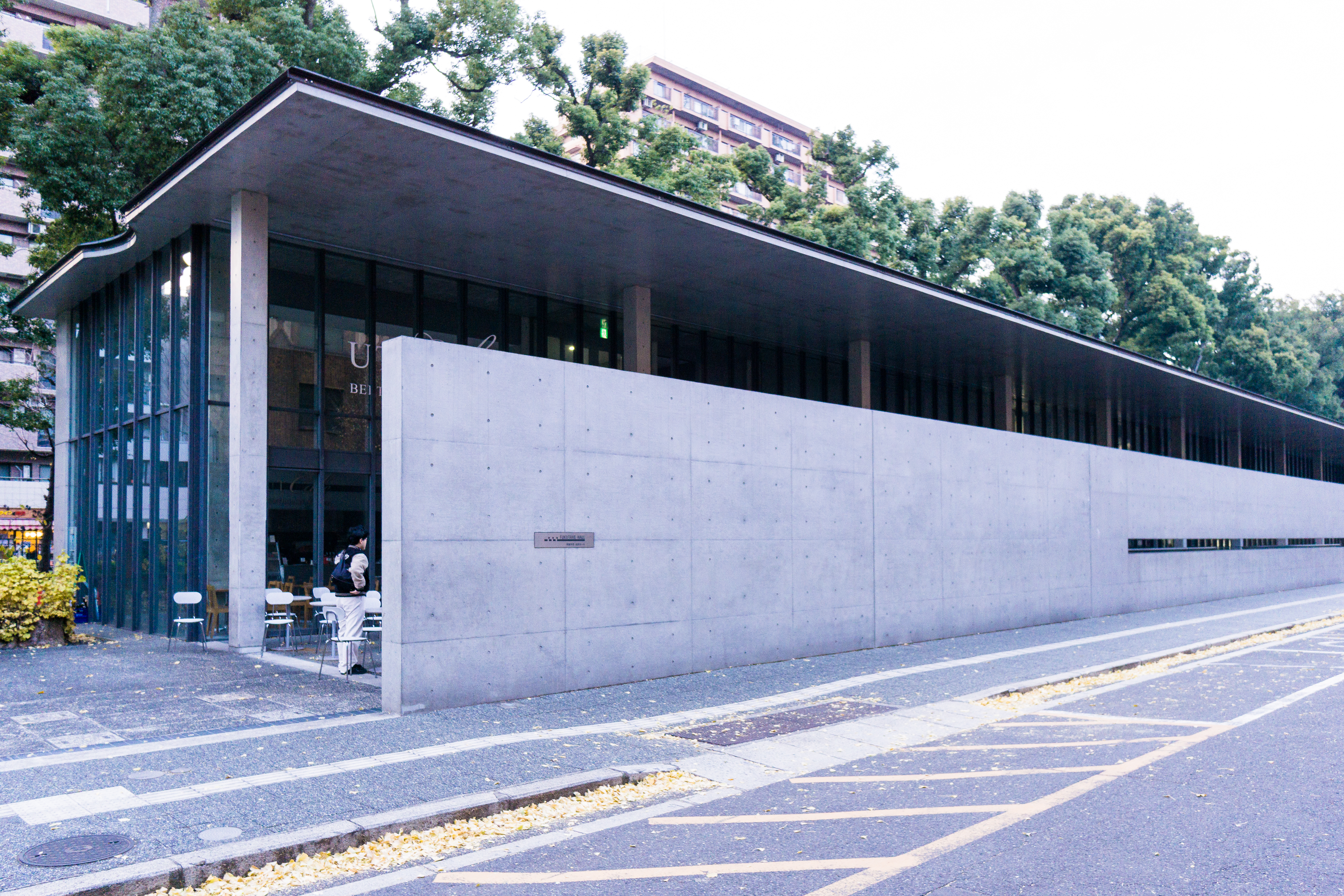
情報学環・福武ホール

- 福武ホール

福武總一郎（ベネッセコーポレーション代表取締役会長兼CEO）の寄附に基づき、赤門付近（史料編纂所向かい、コミュニケーションセンター横）に建設された。当初は2007年11月の完成を目指していたが、2008年3月26日に完成した。東京大学創立130周年記念事業の一環として建設されたものであり、東京大学特別栄誉教授の安藤忠雄が東京大学構内で設計した初めての建造物でもある。周辺の環境に配慮して、建物の半分近くが地下となっており、設備設計は森村設計が担当した。
建設中の工事仮囲いを利用して、情報学環・学際情報学府の教員・大学院生が参加するアートプロジェクト「'かんがえる森' : Thinking Forest supported by TOPPAN」が実施されていた。

### 弥生キャンパス

#### 農学部

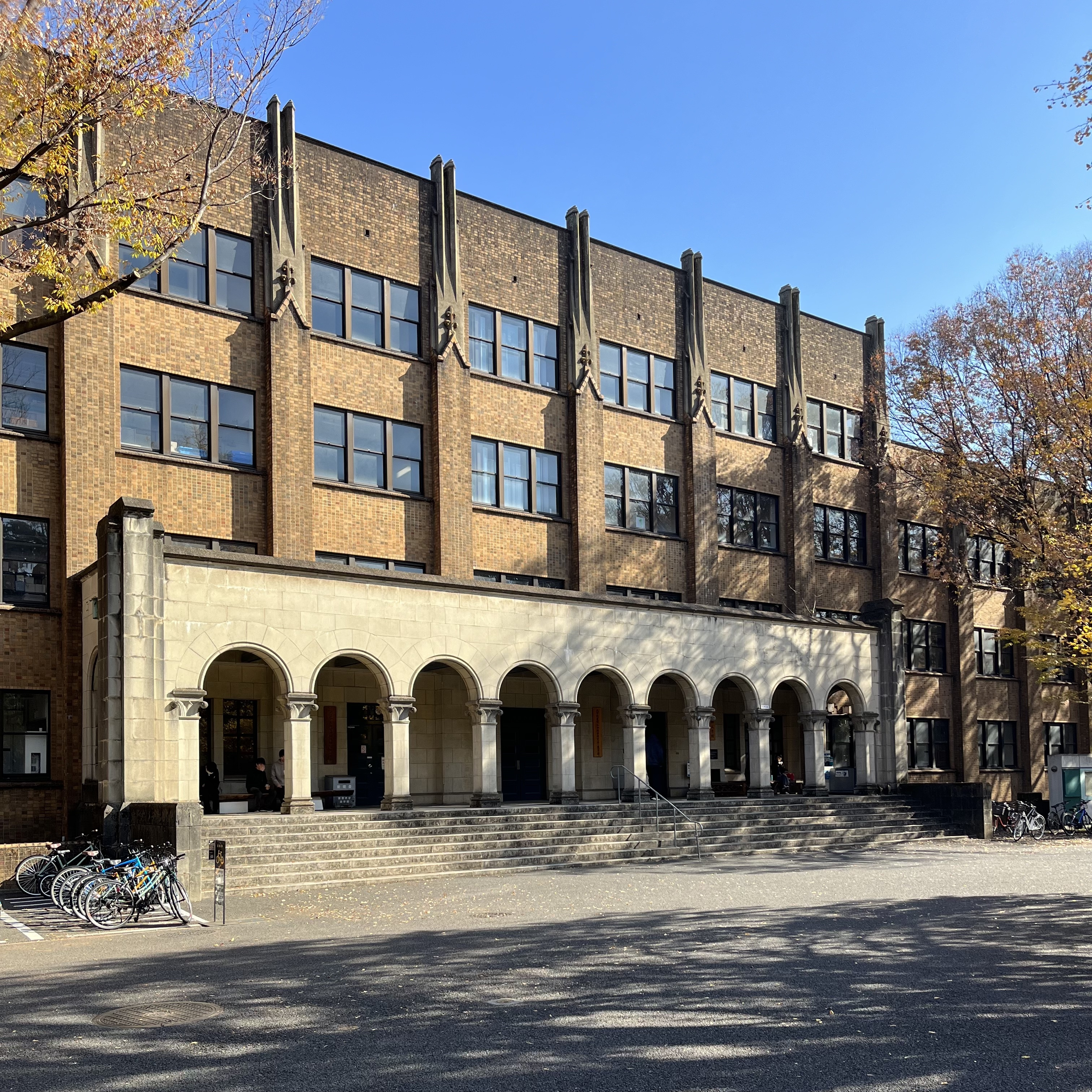
弥生キャンパス3号館

- 農学部正門（農正門）

1937年完成。設計は内田祥三。弥生キャンパスの正門である。2003年3月23日に改修され、2005年に門灯も復元された。なお、弥生門は本郷キャンパスの門であり、弥生キャンパスとは関係がない。
2024年12月25日付で，周囲にある門衛所，農学資料館を含めて東京都選定歴史的建造物に選定された。
- 農学部1号館

1930年完成。設計は内田祥三。農学部正門を入って右手にある。
- 農学部2号館

1936年完成。設計は内田祥三。農学部正門を入って左手にあり、農学部1号館と対をなしている。
- 農学部3号館

東京都選定歴史的建造物。1941年完成。設計は内田祥三。農学部正門を入って正面にある。農学部の事務室は農学部3号館内にある。地下には東大生協の店舗・食堂が設置されている。
- 農学部4号館(現存せず）

跡地にフードサイエンス棟が建っている。棟の入口階段付近に4号館の階段跡が残っている。
- 農学部5号館

2025年に耐震改修予定
- 農学部6号館
- 農学部7号館(A棟・B棟)
- 生命科学総合研究棟(A・B)

計画時に「農学部8号館」として計画されたため，当時からの教員は「8号館」と呼ぶこともある。
- 農学部9号館

旧生物生産工学研究センター。センターの改組により2021年に改称したセンター名と同じく建物名もアグロバイオテクノロジー研究センターと改称。2023年に「農学部9号館」と建物名を改称。
- フードサイエンス棟

2023年に入口ガラスに「農学部4号館」と記され，通称「農学部4号館」となった（改称ではない）。
- 動物医療センター

旧家畜病院。
- 農学生命科学図書館
- 弥生講堂

2000年完成。農学部設立125周年記念事業の一環として計画。農学の特性を生かした木質構造による省エネルギー・環境調和型の建物として設計され，株式会社一条工務店の寄付により建設された。木造。
東京大学弥生講堂 一条ホール・附属資料館として「2002年 日本建築学会作品選奨」に選定された。
- 弥生講堂アネックス
- 農学資料館

2000年完成(改修)。もとは公用車車庫。農学部設立125周年記念事業の一環として弥生講堂の建設に合わせて改修された。忠犬ハチ公の臓器が展示されている。

### 浅野キャンパス
- 武田先端知ビル

浅野キャンパス南部にある。2003年にタケダ理研工業株式会社（現株式会社アドバンテスト）の創業者武田郁夫の寄付により建設された。東京大学の建造物で個人名がつけられたのは武田先端知ビルが初めてである（安田講堂は正式名称ではない）。内部は、工学系研究科、大規模集積システム設計教育研究センターが使用している。

## 駒場地区キャンパスの建造物

### 駒場Iキャンパス

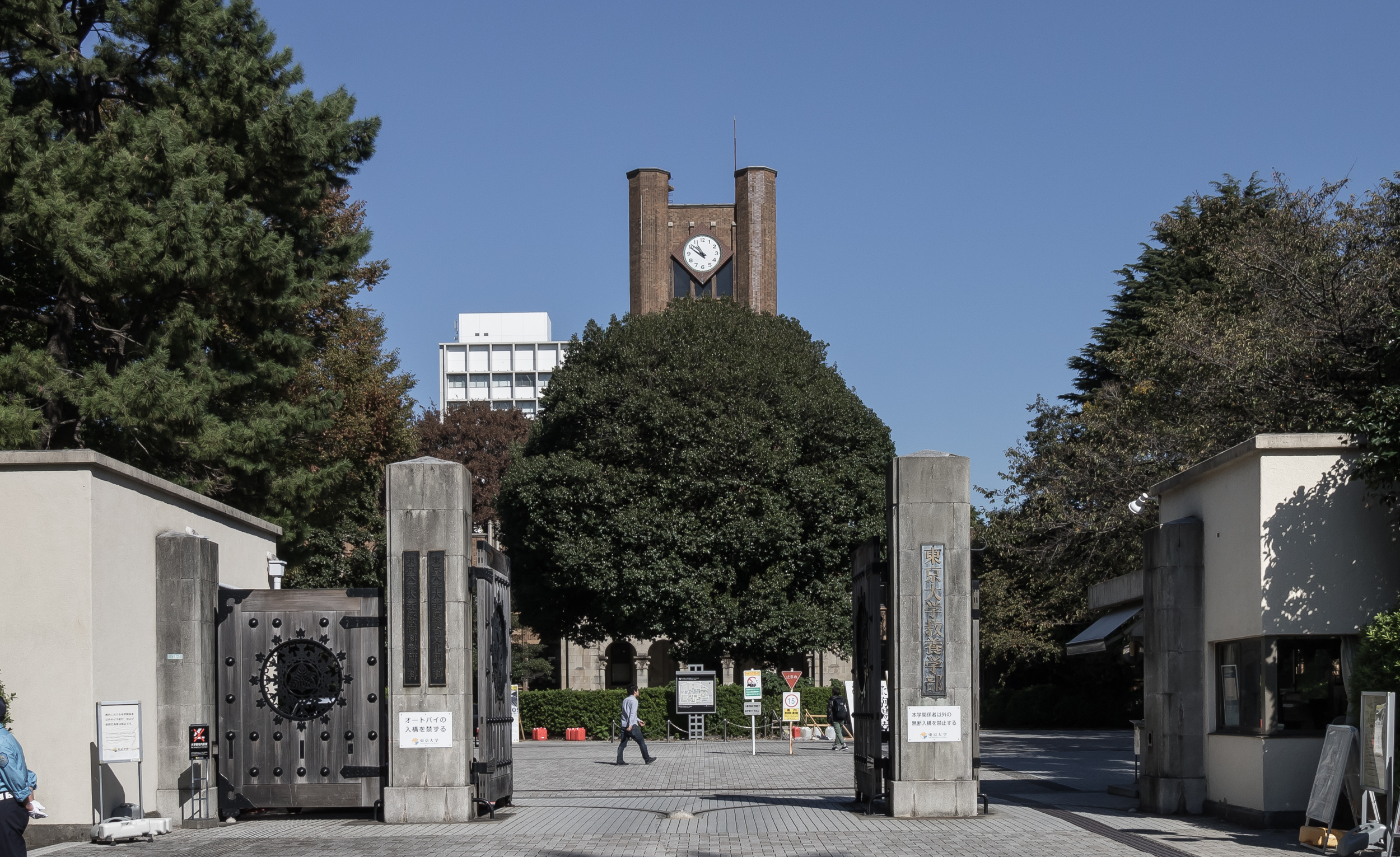
正門

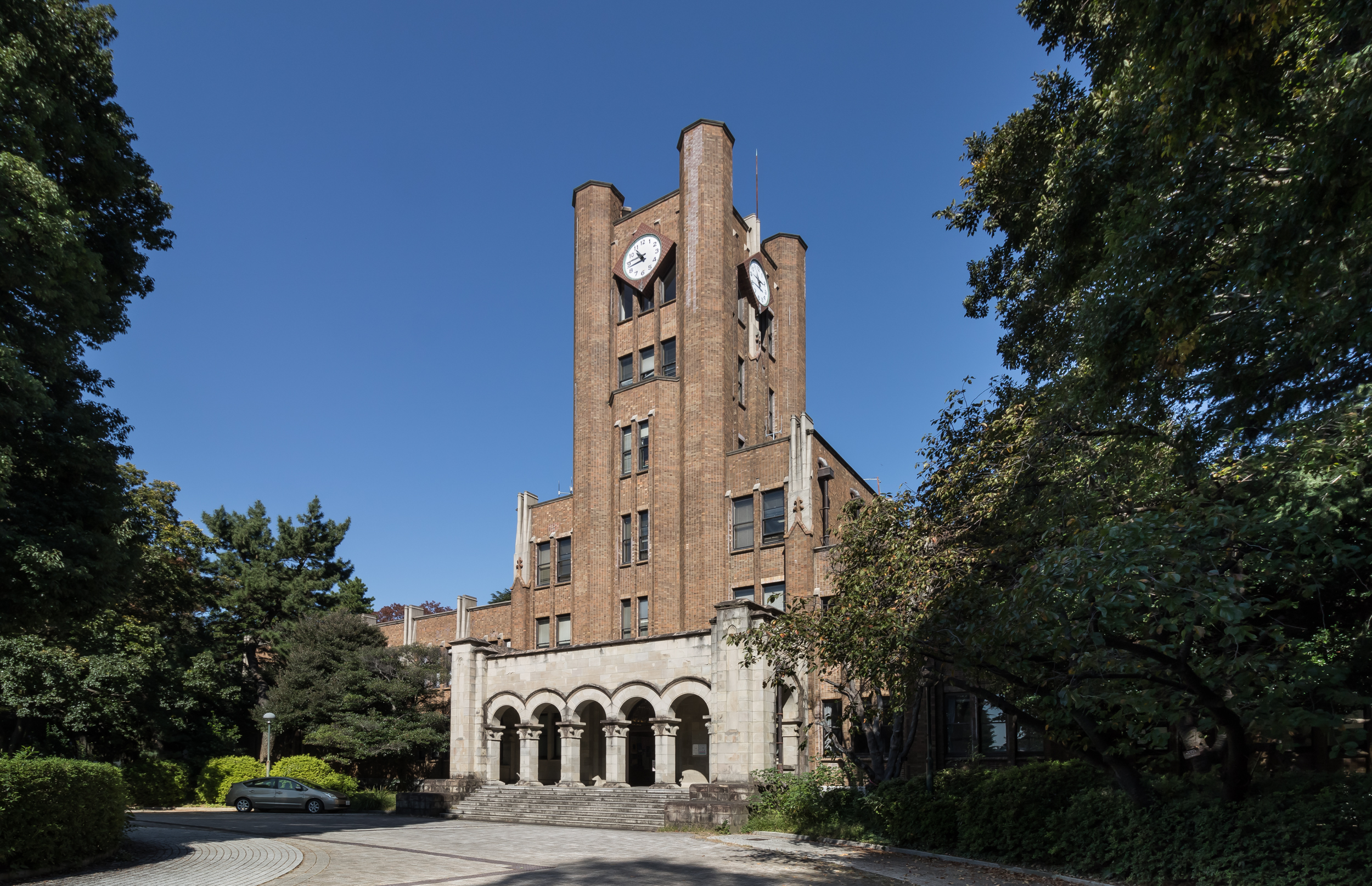
1号館（時計台）

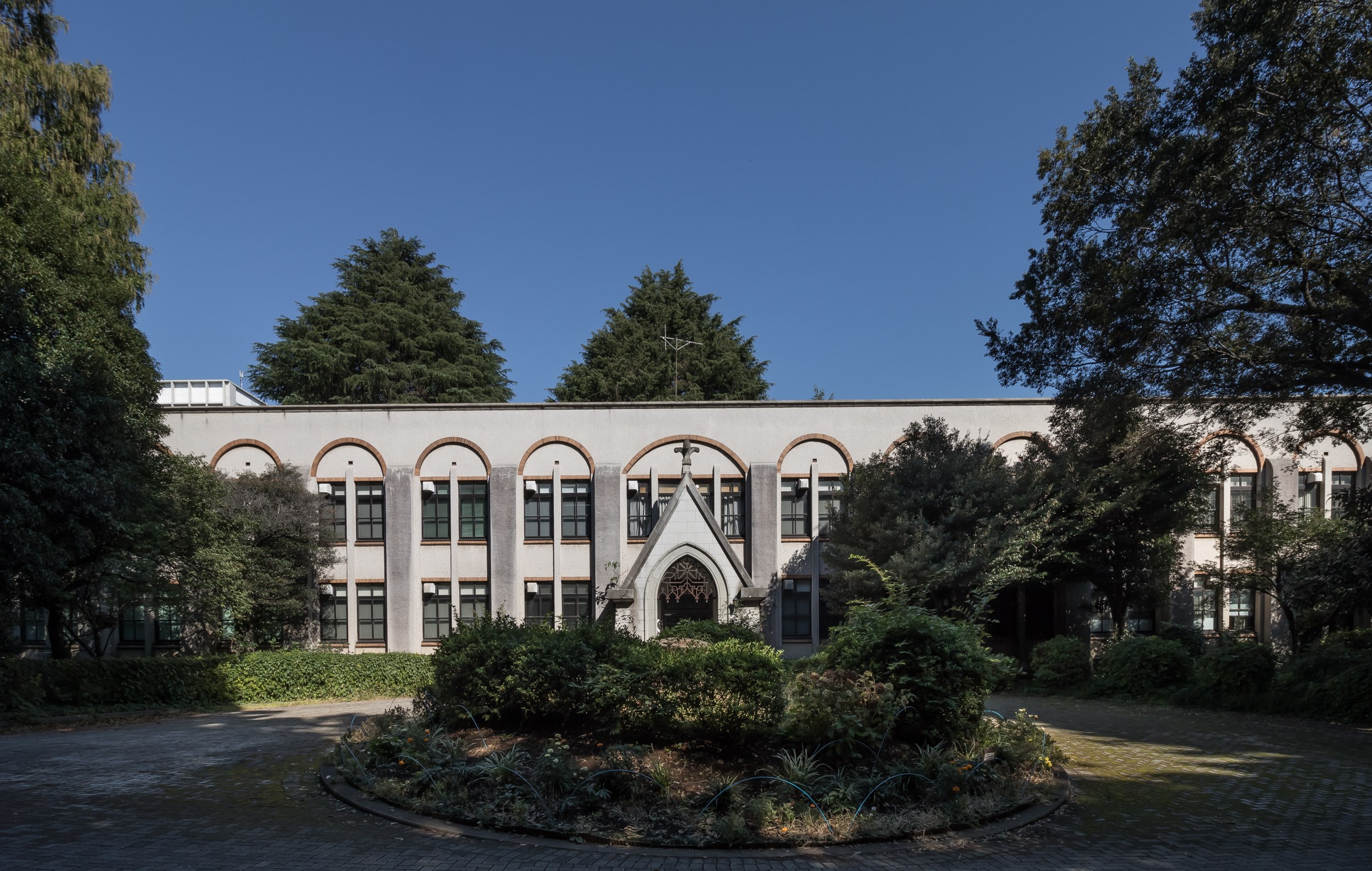
101号館

900番教室

21 KOMCEE

駒場Iキャンパスは以前旧制第一高等学校があった場所である。一高時代からの建造物で現存しているのは、登録有形文化財に登録されている教養学部1号館の他、正門、101号館、900番教室（講堂）、駒場博物館（旧図書館の一部）、同窓会館の一部である。東京大空襲で焼失した建物も多い。農科大学時代の建物は戦後も一部残っていたが、それらも1971年までには取り壊され、現在は残っていない。
- 教養学部正門

旧制第一高等学校正門として1938年頃に完成した。駒場Iキャンパスの正門である。門扉には、柏葉と橄欖を図案化した一高の校章が入れられている。2008年4月に門扉の復元が行われた。
- 教養学部1号館

旧制第一高等学校本館。登録有形文化財。1933年完成。設計は内田祥三、清水幸重。教養学部1号館の時計台は駒場Iキャンパスの象徴となっている。普段は時計台の内部には入れないが、年に1,2回、学生・教職員を対象に公開されている。前期課程の外国語の授業は1号館で行われることが多い。
- 教養学部101号館

旧制第一高等学校特設高等科。1935年完成。設計は内田祥三、清水幸重。以前は教養学部経理課などが入っていたが、アドミニストレーション棟が完成してからはあまり使われなくなっている。
- 教養学部900番教室（講堂）

旧制第一高等学校講堂。1938年完成。設計は内田祥三、清水幸重。正門を入って左手にある。1977年に森泰吉郎の寄贈によってパイプオルガンが設置され、定期的に演奏会および講習会が行われている。講習会は東大の学生および教職員のみが対象であるが、演奏会は外部の人にも公開されている。なお、900番教室は教養学部で最も大きい教室であり、人気のある選択科目や法学部の専門科目の講義が行われているが、年度初めには間違えて9号館に行ってしまう新入生の姿がよく見かけられる（9号館には900番という教室はない）。
東大紛争のときに作家の三島由紀夫と東大全共闘の学生たちとの討論（『討論 三島由紀夫vs.東大全共闘―美と共同体と東大闘争』）が行われたのもこの教室である。
- 数理科学研究科棟

キャンパス南東部にある数理科学研究科・理学部数学科が使用する建物である。かつては理学部の数学教室が本郷キャンパスに、教養学部の数学教室が駒場Iキャンパスに置かれていたが、これらが合併して数理科学研究科という独立した研究科となるにあたり、理学部数学科が本郷から駒場に移転することになり、建設された。1995年に完成した。その後、1998年、2006年に増築されている。
内部には300名収容の大講義室があり、会議などで用いられている他、教養学部の講義で用いられることもある。
- 駒場博物館

旧制第一高等学校書庫および閲覧室。1935年完成。設計は内田祥三、清水幸重。正門を入って右手にあり、900番教室と対をなしている。外観もきわめて似ている。以前は図書館として利用されていたが、現在は1階が美術博物館（1951年開設、1971年に現在の建物に移転）、2階が自然科学博物館（1953年設置）となっている。また、旧図書館の一部は、教養学部の事務室や学際交流ホールが入った「アドミニストレーション棟（学際交流棟）」（2003年完成）となっている。
- 駒場ファカルティハウス（国際学術交流会館）

キャンパス西部にある、研究者交流と外国人研究者宿泊のための施設。旧一高同窓会館。1937年完成。設計は内田祥三、清水幸重。最近まで同窓会館として使用されていたが、2004年3月に改築（一部新築）されて、駒場ファカルティハウスとなった（同窓会館はプレハブのものがキャンパス東部に新設された）。駒場ファカルティハウスのうち、フランス料理レストラン「ルヴェソンヴェール駒場」が入っている部分が旧一高同窓会館洋館を改築したものである（和館は取り壊され、新しい建物が建設された）。
- 駒場寮（現存せず）

銀杏並木の東端に最近まで存在した寮。一高時代からあり、銀杏並木の地下には本館（現・1号館）などの校舎と結ばれた地下通路があった。この通路は現在も残っているが、閉鎖され通行はできない。現在、駒場寮は取り壊され、その跡地は「東京大学駒場コミュニケーション・プラザ」などになっている。
- 駒場小劇場（現存せず）・駒場小空間

上述の駒場寮の食堂の一部は1970年代に改装され、駒場小劇場という劇場として利用されていた。駒場小劇場出身の劇団として、野田秀樹の夢の遊眠社や、如月小春の綺畸などが知られている。駒場寮が廃止されることになった際、代替として1998年に駒場小空間が建設され、駒場小劇場は閉鎖された。駒場小空間が速やかに建設されたのは、演劇関係者が寮廃止反対運動と結びつくことを防ぐための離間策とも言われる。駒場小空間では、現在も毎週のように学生による演劇などの公演が行われている。駒場小空間出身の俳優としては成河などがいる。

### 駒場IIキャンパス

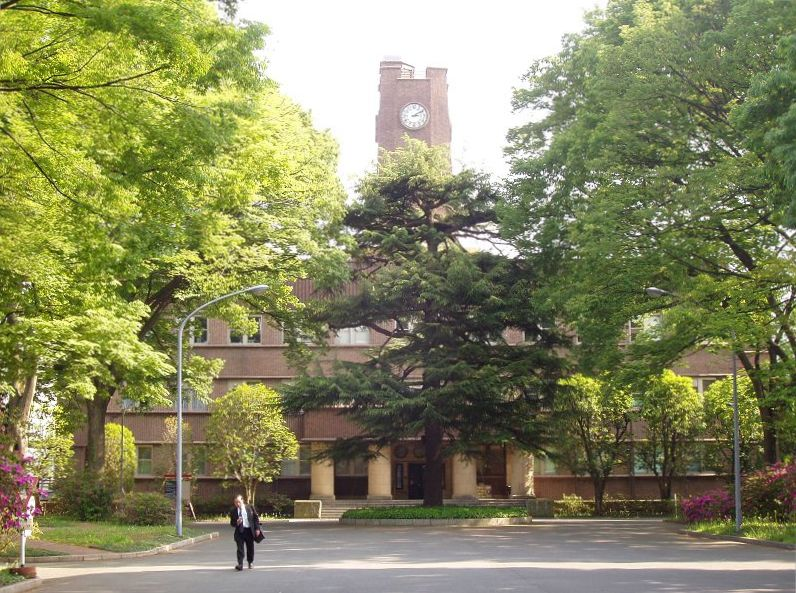
先端科学技術研究センター13号館

駒場IIキャンパスにも内田ゴシックの建物がいくつか残っている。
- 先端科学技術研究センター1号館

旧航空研究所風洞部研究室。1928年完成。設計は内田祥三、清水幸重。
- 先端科学技術研究センター13号館

旧航空研究所本館。登録有形文化財。1929年完成。設計は内田祥三、清水幸重。
- 先端科学技術研究センター22号館

旧航空研究所発動機部研究室。1930年完成。設計は内田祥三、清水幸重。

## 柏キャンパスの建造物
- 新領域環境棟

2006年完成。柏キャンパス西端にあるS字形の建物である。柏キャンパスの他の建物と違って、外壁が青緑色になっている。また、環境への配慮がなされており、2007年に日本建築家協会環境建築賞優秀賞、千葉県建築文化賞を受賞した。新領域創成科学研究科環境学研究系の各専攻が利用している。
- 東京大学 丸和 柏 FUSIONフィールド

2022年9月から2023年春にかけて順次竣工した。UTSSI（University of Tokyo Sports Science Initiative、東京大学スポーツ先端科学連携研究機構）の拠点であり、丸和運輸機関の社会人ラグビー部「AZ-COM丸和MOMOTARO'S 」の練習グラウンドとしても使用されている。

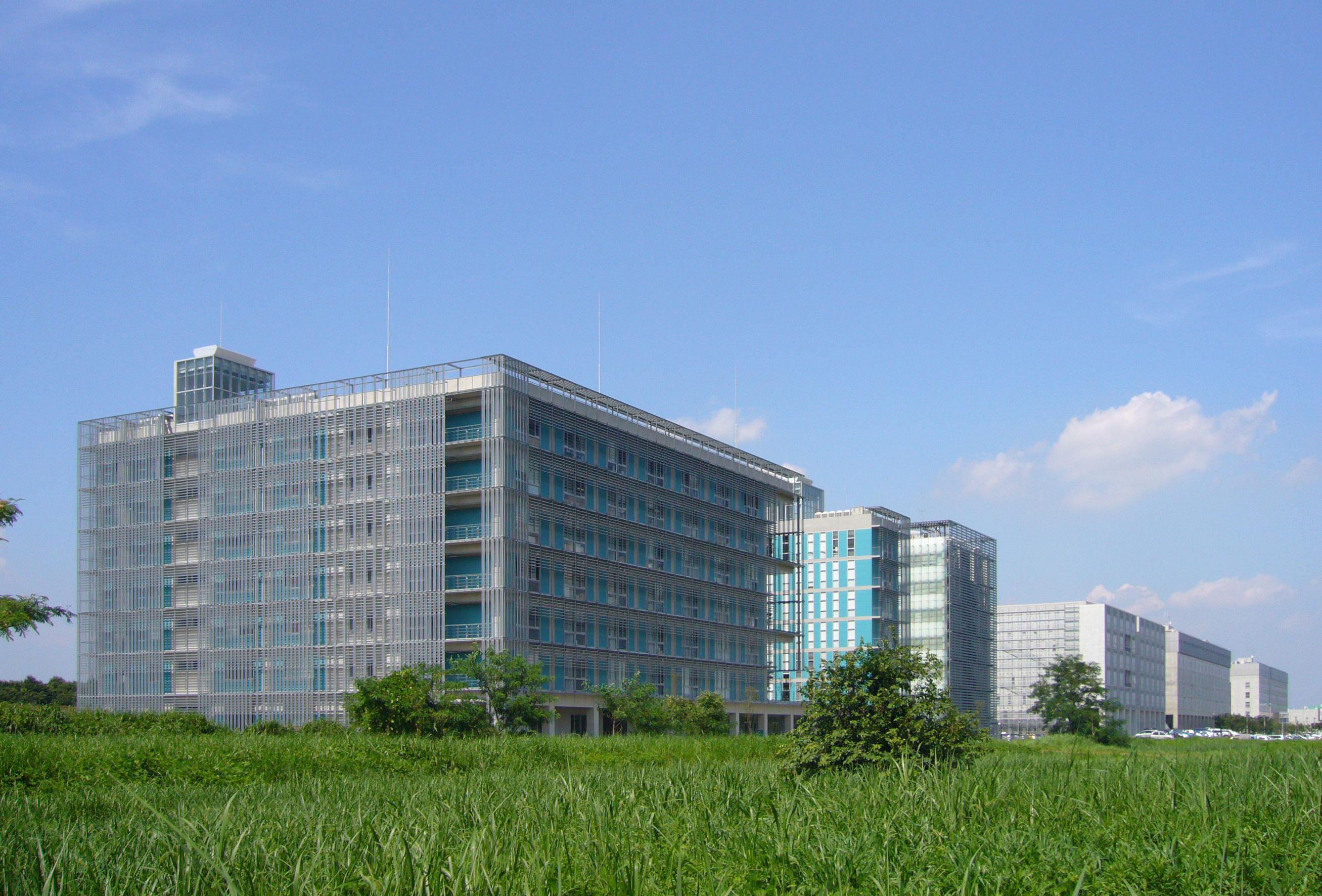
環境棟
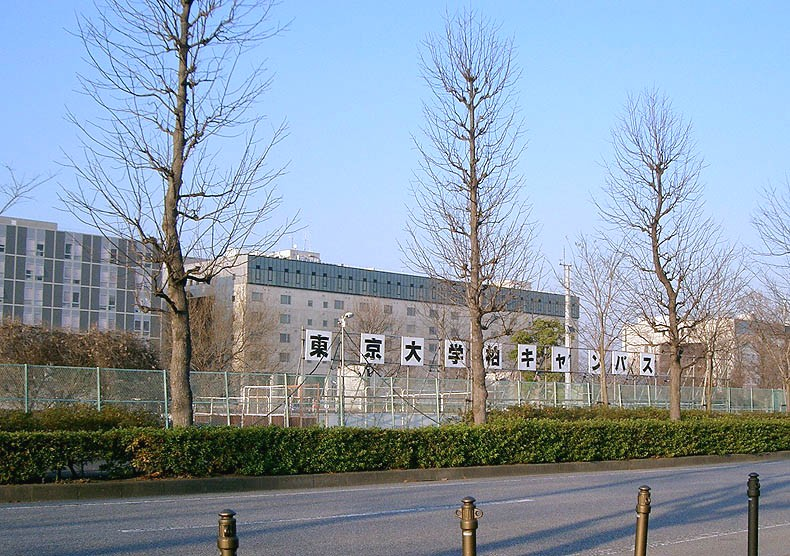
柏キャンパス

## 白金台キャンパスの建造物

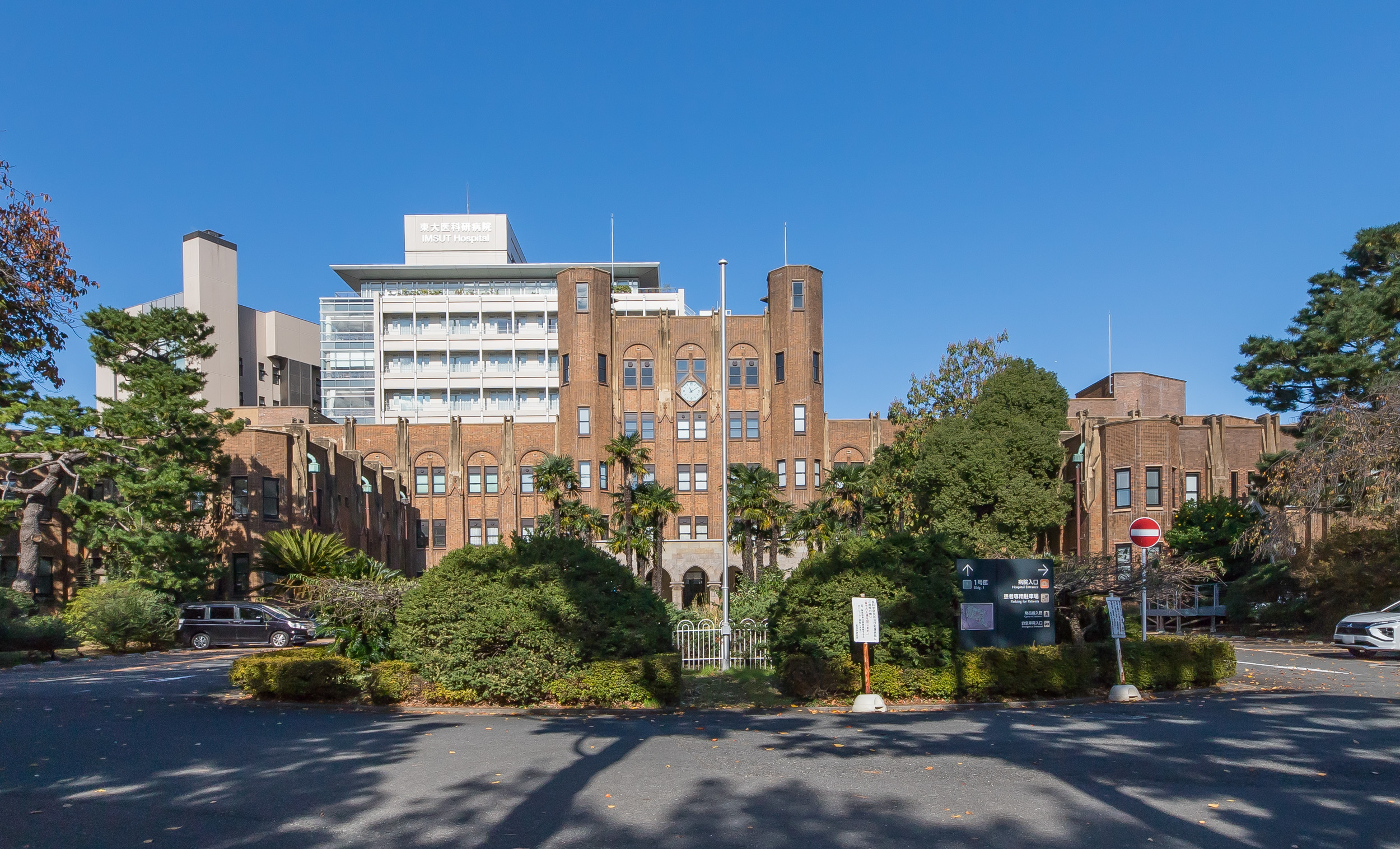
医科学研究所1号館
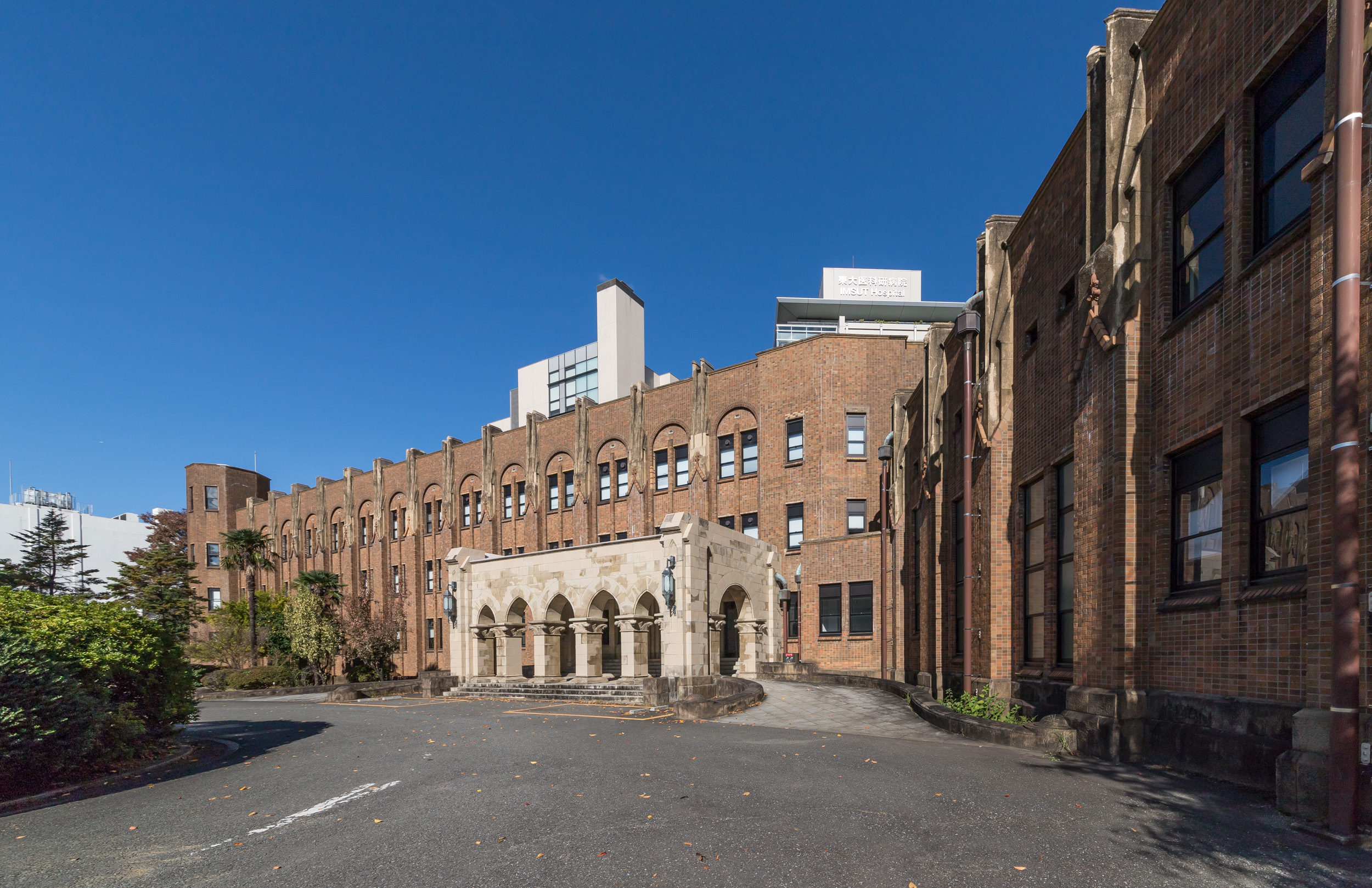
医科学研究所1号館
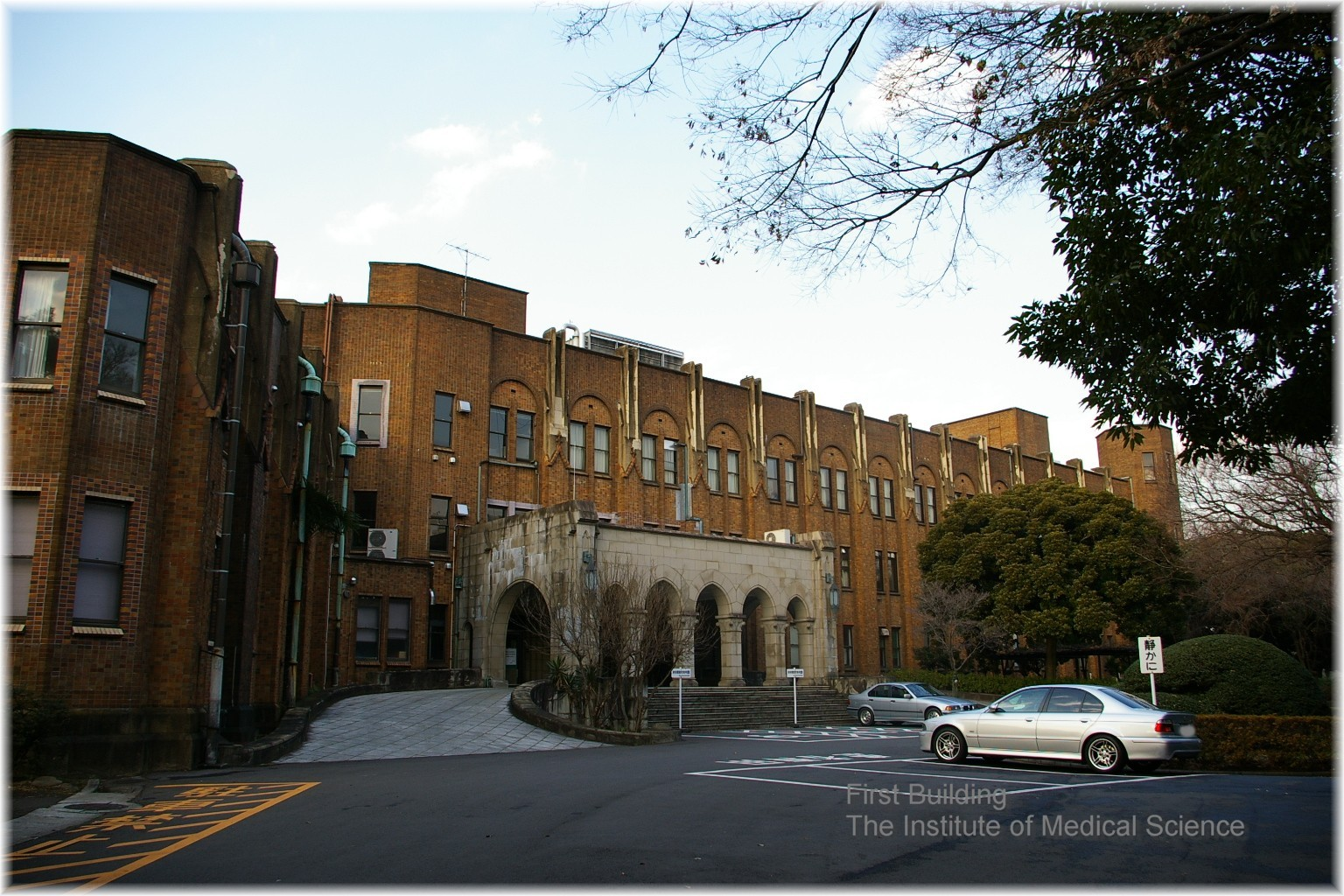
医科学研究所1号館
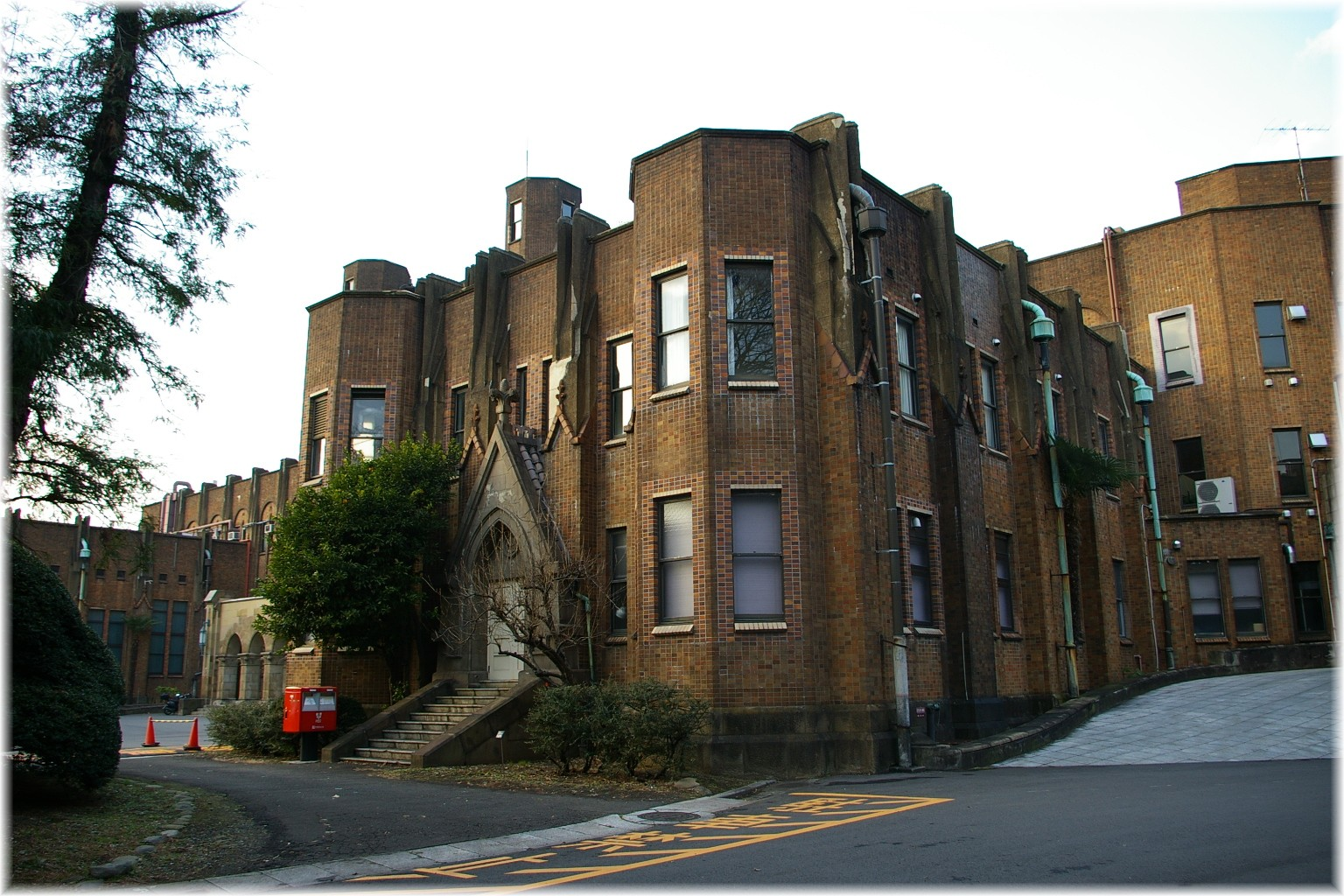
医科学研究所1号館
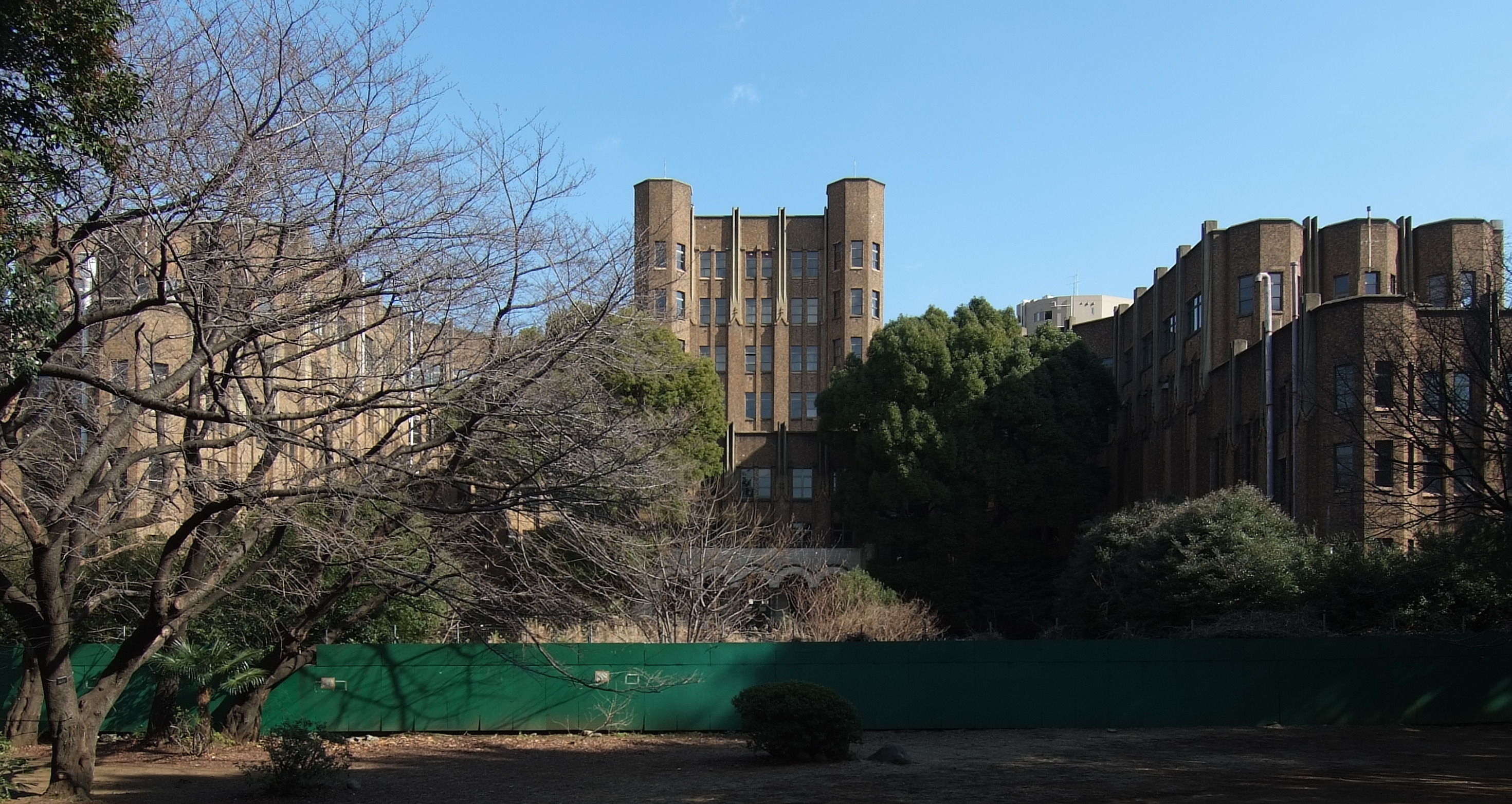
旧国立公衆衛生院

1937年完成。設計は内田祥三。
隣接する国立保健医療科学院（旧：国立公衆衛生院）白金庁舎も内田祥三の設計であり、ロックフェラー財団の寄付により1940年に建設された建物であるが、国立保健医療科学院は2002年4月に埼玉県和光市に移転し、解体される可能性が出てきた。そこで、2009年3月に港区が建物と敷地を取得し、2018年11月1日に区立郷土歴史館を中心とする複合施設「ゆかしの杜」に生まれ変わった。
- 医科学研究所1号館
- 医科学研究所1号館
- 医科学研究所1号館
- 医科学研究所1号館
- 旧国立公衆衛生院

## 小石川植物園の建造物
理学系研究科附属植物園（小石川植物園）内には、以下の歴史的建造物がある。

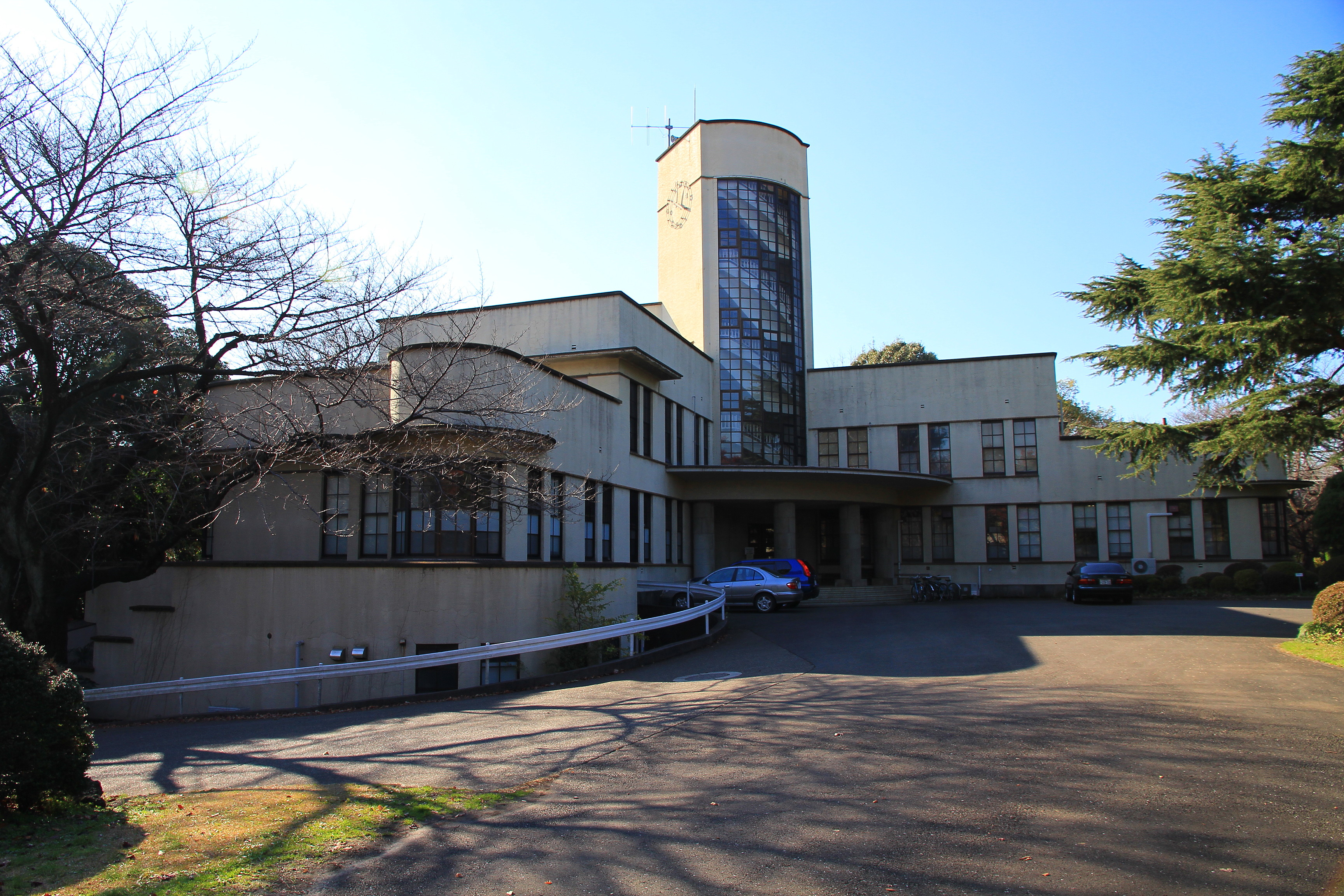
小石川植物園本館
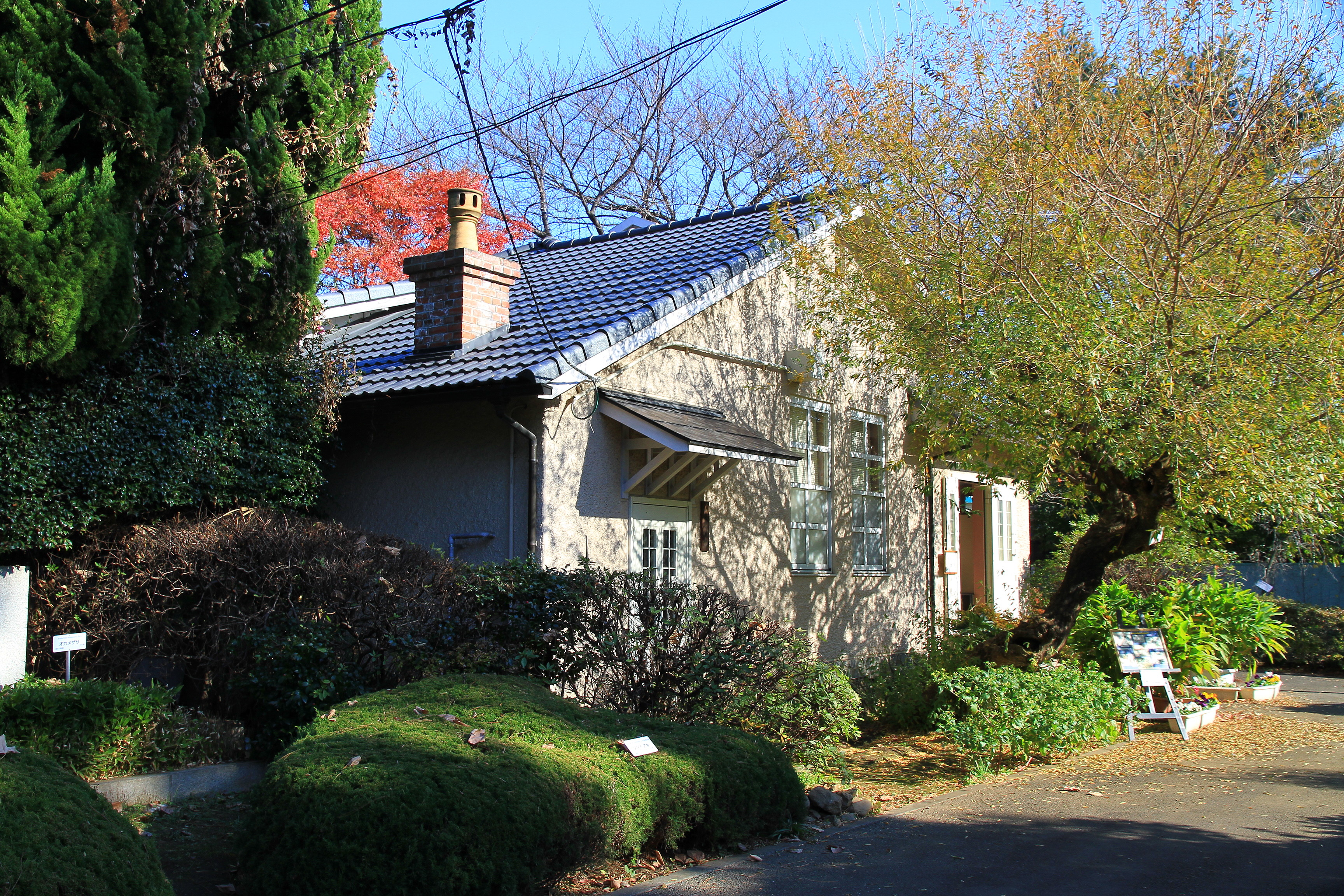
柴田記念館 外観
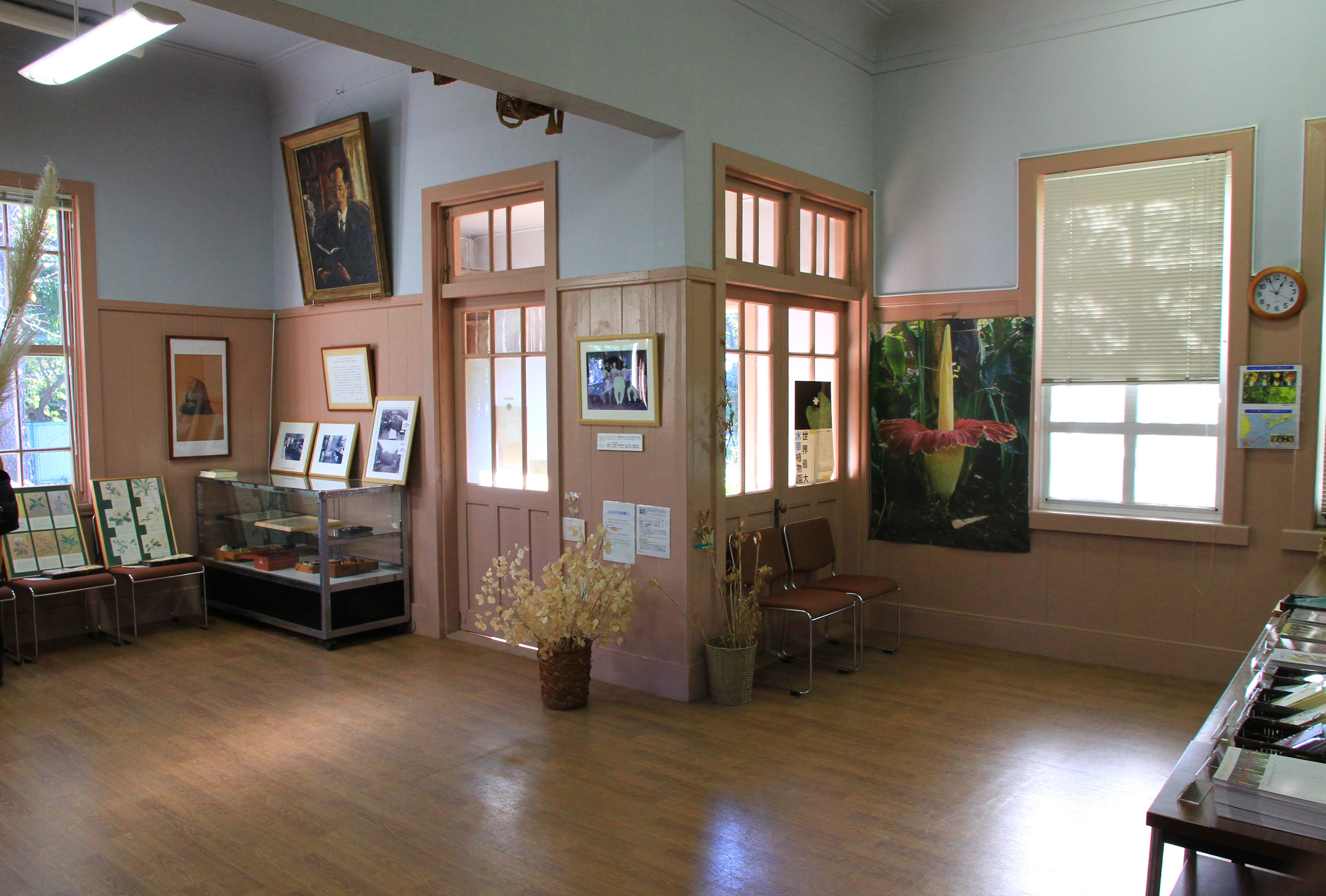
柴田記念館 館内
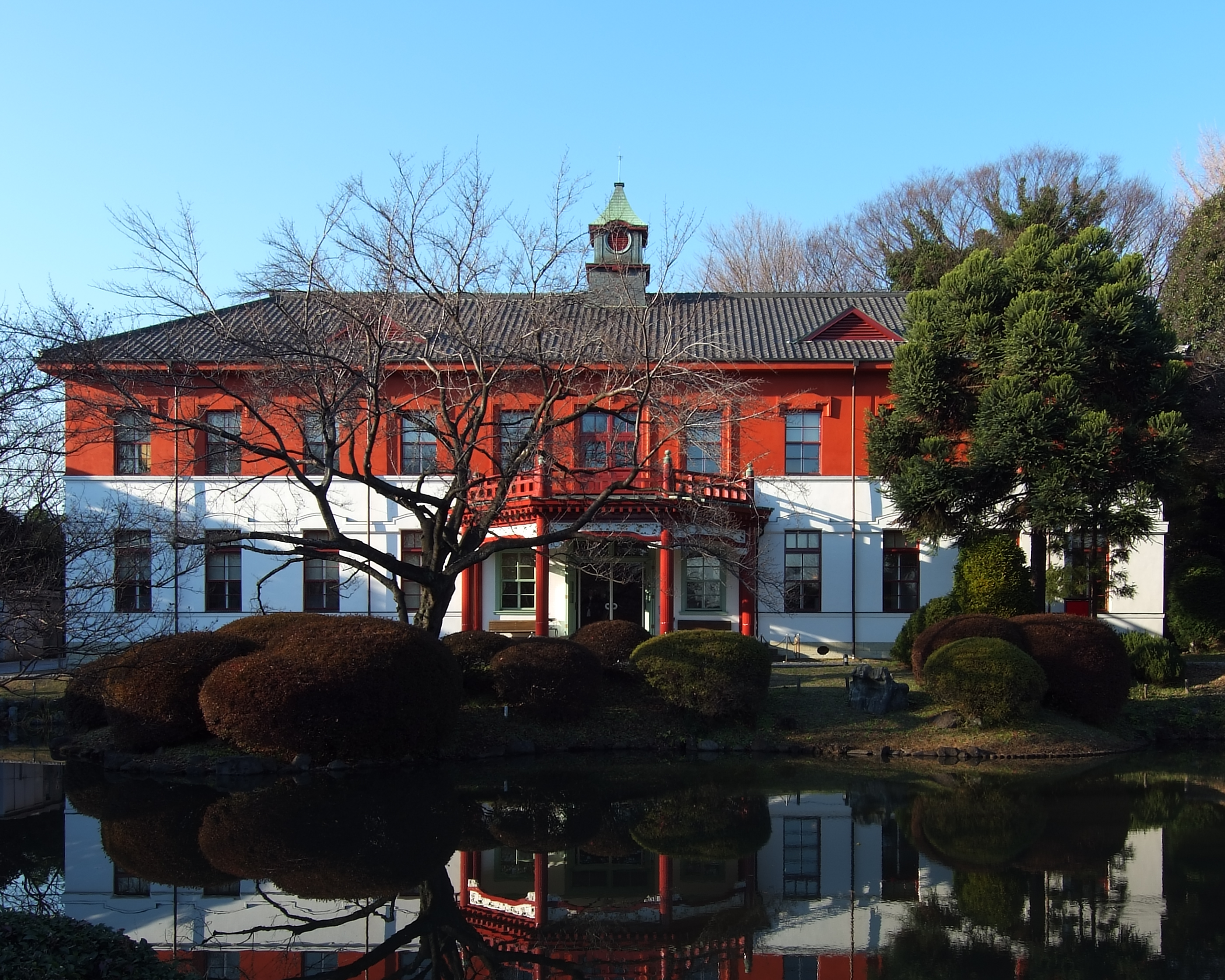
総合研究博物館小石川分館

1939年完成。設計は内田祥三。内部は植物分類学などの研究室がある。関係者以外は立ち入りできない。
- 柴田記念館

1919年に理学部植物学教室教授柴田桂太により小石川植物園内に設立された東京帝国大学理学部植物生理化学実験室であり、1934年まで使用されていた。設計は東京帝国大学営繕課。2005年に改修された。内部は一般公開されている。
- 総合研究博物館小石川分館

旧東京医学校本館。国の重要文化財。1876年完成。東京大学に現存する建物としては最古のものである。1877年の東京大学設立後は医学部本部棟として使用されていた。当初は鉄門の近くにあったが、1911年に規模を縮小して赤門脇に移築された。さらに1965年に解体され、1969年に小石川植物園内に再建された。2001年11月より総合研究博物館の分館として一般公開されている。
- 小石川植物園本館
- 柴田記念館 外観
- 柴田記念館 館内
- 総合研究博物館小石川分館

## その他の建造物

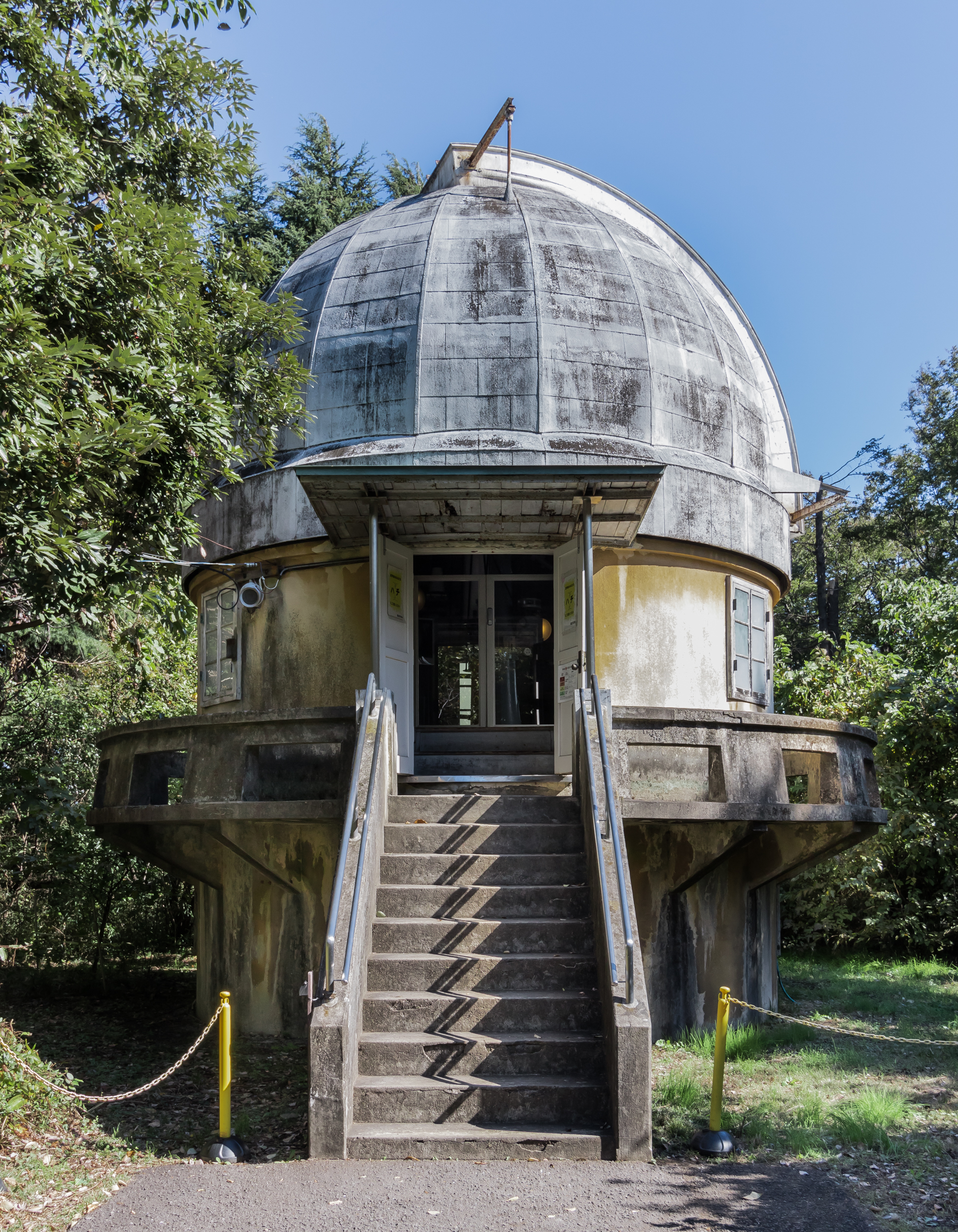
国立天文台第一赤道儀室

- 国立天文台第一赤道儀室

登録有形文化財。1921年完成。国立天文台は現在東京大学とは別の組織であるため、正確には東京大学の建造物ではないが、東京帝国大学営繕課が設計した建物であるため、本記事で紹介している。ドーム内にはカール・ツァイス製の望遠鏡が設置されている。国立天文台三鷹キャンパスも参照。